# Герб Берліна
На гербі землі та міста Берлін зображено берлінського ведмедя. Ведмідь не був символом міста з самого початку його існування. Протягом кількох століть ведмідь ділив зображення печатки та герба з бранденбурзькими та прусськими орлами. Чому жителі Берліна обрали ведмедя як свою емблему, неможливо чітко з’ясувати через відсутність документів. На оформлення зображення печатки та герба частково вплинули політичні та історичні події. Герб у сучасному вигляді діє з 1954 року. Крім державного герба, райони міста мають свій районний герб, яким вони можуть позначати райони.

## Державний герб
Згідно з Конституцією Берліна, Берлін має герб і печатку із зображенням ведмедя. Герб: У срібному (білому) щиті зображено червонокігтевого і червоноязикого чорного ведмедя, що крокує прямо. На щиті лежить золота п'ятипелюсткова корона з листя, з зачиненими воротами в центрі.
Державний герб використовується Палатою представників, Рахунковою палатою, Берлінським уповноваженим із захисту даних і свободи інформації, берлінськими судами та берлінською адміністрацією. Будь-хто може використовувати герб у художніх, геральдичних і наукових цілях, а також у навчальних цілях і цілях громадянської освіти, за умови, що це не відбувається у спосіб або за обставин, які шкодять репутації або гідності державного герба. Будь-яке інше використання потребує дозволу Департаменту внутрішніх справ Сенату.

## Історія і значення
Зі збільшенням кількості міст, заснованих у ХІІ-ХІІІ століттях, виникла потреба в тому, щоб міста малипечатки, а згодом і герби, щоб скріплювати або завіряти офіційні документи, такі як декрети, контракти та угоди. Наділення печатками і гербами було обов'язком государя або замлевласника. Асканійські (Бранденбурзькі) маркграфи правили в Берліні та Кельні, а також у навколишніх містах Бранденбурга, символом яких був червоний орел. До появи берлінського геральдичного ведмедя на сфрагістико-геральдичній сцені, на печатках і гербах міст на Шпрее і Гафелі, таких як Берлін і Кельн, як символ суверена домінував червоний орел.
Нечисленність документальних свідчень про Берлін пояснюється не лише втратами, але й обмеженням документації, яка обмежувалася важливими конституційними актами та документацією юридичних транзакцій. У пізніші часи печатки часто зрізали колекціонери, але вони також зникали природним шляхом або ставали крихкими чи пошкодженими. Колекція печаток Музею Меркішеса була значною мірою втрачена після Другої світової війни. Через такий поганий стан збереження неможливо точно встановити, коли вперше були використані відомі печатки і як довго вони перебували у вжитку. Політичні події, зокрема, вплинули на розвиток печаток і гербів Берліна, які, таким чином, частково відображають історію міста. Також не задокументовано, коли Берлін та його місто-побратим Кельн були засновані та отримали статус міста.
Найдавнішим письмовим свідченням, в якому згадується тодішнє місто-побратим Кельн, є документ від 28 жовтня 1237 року: після юридичної суперечки, що тривала кілька десятиліть, маркграфи Йоганн I і Отто III визнали в цьому документі, що єпископ Бранденбургу має право на десятину врожаю в їхніх землях. Як свідок згадується Symeon plebanus de Colonia — «Симеон, священик з Кельна». Найдавніший документ, в якому згадується Берлін, датований 26 січня 1244 року і виданий у Марке поблизу Науена. У ньому брат і сестра маркграфа відмовляються від права забирати маєтки померлих священнослужителів на користь духовенства Бранденбурзького кафедрального абатства. Симеон знову згадується як один зі свідків, але цього разу як präpositus de Berlin — «берлінський провізор». Обидва документи можна знайти в катедральному архіві в Бранденбурзі.

### Найдавніші печатки

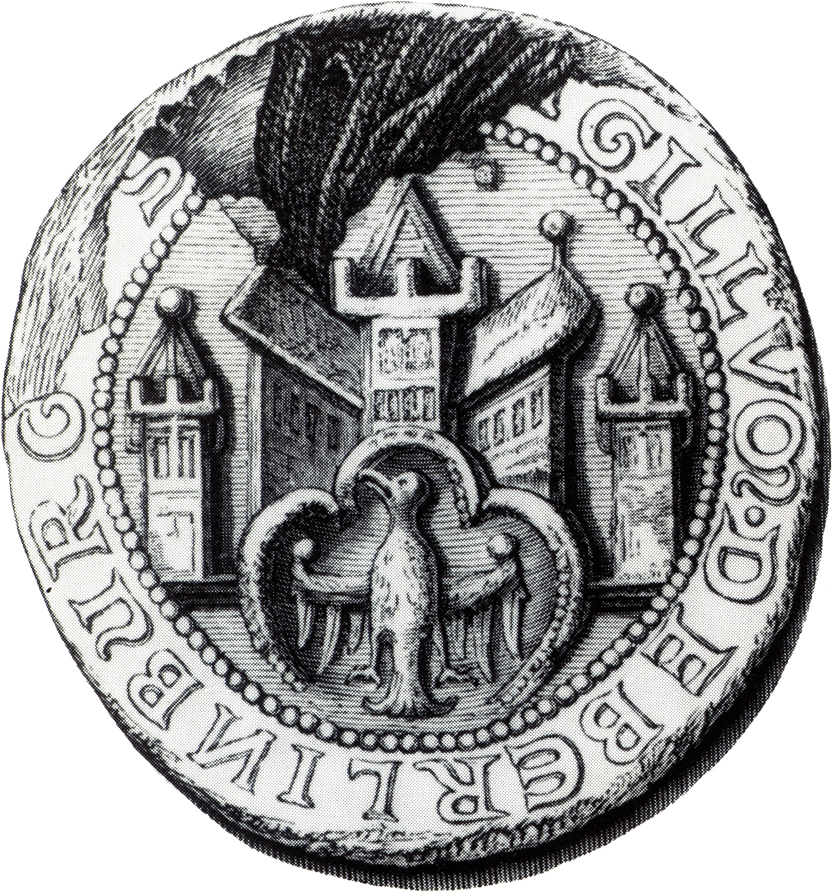
Печатка 1253 року

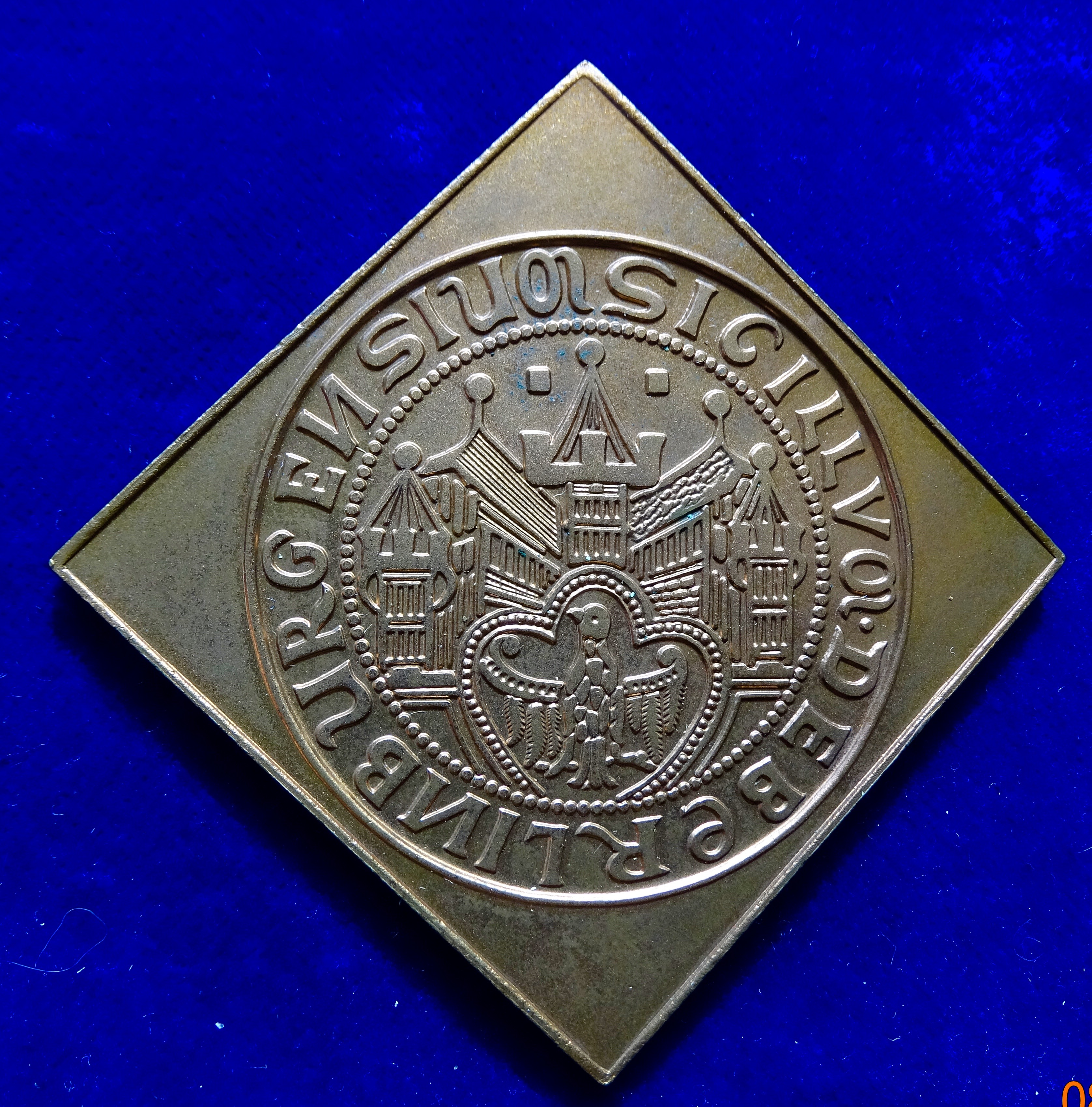
Міська печатка Берліна 1253 року на передній частині кліппи Німецької культурної асоціації

Найдавніша збережена печатка Берліна була використана близько 1253 року. Вона була прикріплена до документа, в якому 12 липня 1253 року маркграф Йоганн I надав новому муніципалітету Франкфурта-на-Одері міські права Берліна; точна дата в документі не зазначена. Документ був скріплений печаткою Марсілія, мера Берліна. Цей історичний документ був віднайдений берлінським міським архіваріусом Ернстом Фідіціном у середині ХІХ століття в міському архіві Франкфурта-на-Одері; він був втрачений внаслідок Другої світової війни.
На печатці зображено три зубчасті вежі з гостроверхими дахами, центральна з яких оточена двома будинками з гостроверхими дахами. Гостроверхі дахи веж і дахи будинків прикрашені по кулі. На передньому плані асканійський орел розкинув крила у формі трилисника, всипаного перлами. Зображення печатки оточене перловим вінком. Між ним і зовнішнім гладким краєм розміщено напис SIGILLVM DE BERLIN BURGENSIUM «Печатка громадян Берліна» ранньоготичними великими літерами. Діаметр печатки становить 65 міліметрів. Це був типовий дизайн печаток для міст Бранденбургу, які були засновані або отримали статус міста наприкінці ХІІ — на початку ХІІІ століття. Також зустрічаються зображення печаток з високими міськими мурами та щитом з орлом перед брамою або над нею, наприклад, найстаріша печатка міста Шпандау. Вежі з будинками символізують місто, а орел вказує на маркграфів Бранденбурзьких як суверенів держави і міста.
Хоча цю печатку зазвичай описують як тверезо геральдичну і позбавлену містики, Е. Ланґе у 1933 році побачив у ній «міф про германську міфологію». Ланге у жовтні 1933 року побачив у печатці «відлуння давнього германського міфу». На його думку, центральна вежа символізує щорічну бурю, символ року, з зимовим сонцестоянням біля підніжжя і літнім сонцестоянням на гребені. Дві бічні вежі символізують половину сонячного року: висхідна — весняно-літню половину, а низхідна — осінньо-зимову половину. Дванадцять вікон символізують місяці. Загострені дахи веж чітко і навмисне позначені рунами. Фонтани-триноги на піврічних вежах символізували корінь дерева життя, з якого походить все живе. Подвійна U-подібна лінія на річному буревії вважається знаком того, що Мати-Земля народжує новий рік у день зимового сонцестояння. За Ланге, асканійський орел, істота, схожа на голу ворону, є нічим іншим, як птахом сонця. Його можна впізнати за шістьма перами на обох крилах, кожне з яких розділене на дві половини пір'ям, що, в свою чергу, символізує дванадцять місяців. Круглі нарости на кінчиках крил містично пов'язані з п'ятьма точками сонця на вежах, що символізують сім днів тижня. Трилисник у формі конюшини, описаний Ланге як пташиний панцир, вважається золотим яблуком сонця або золотим жолудем сонця, яке, зга «давнім уявленням наших предків», народжує нове сонце, а отже, і новий рік.

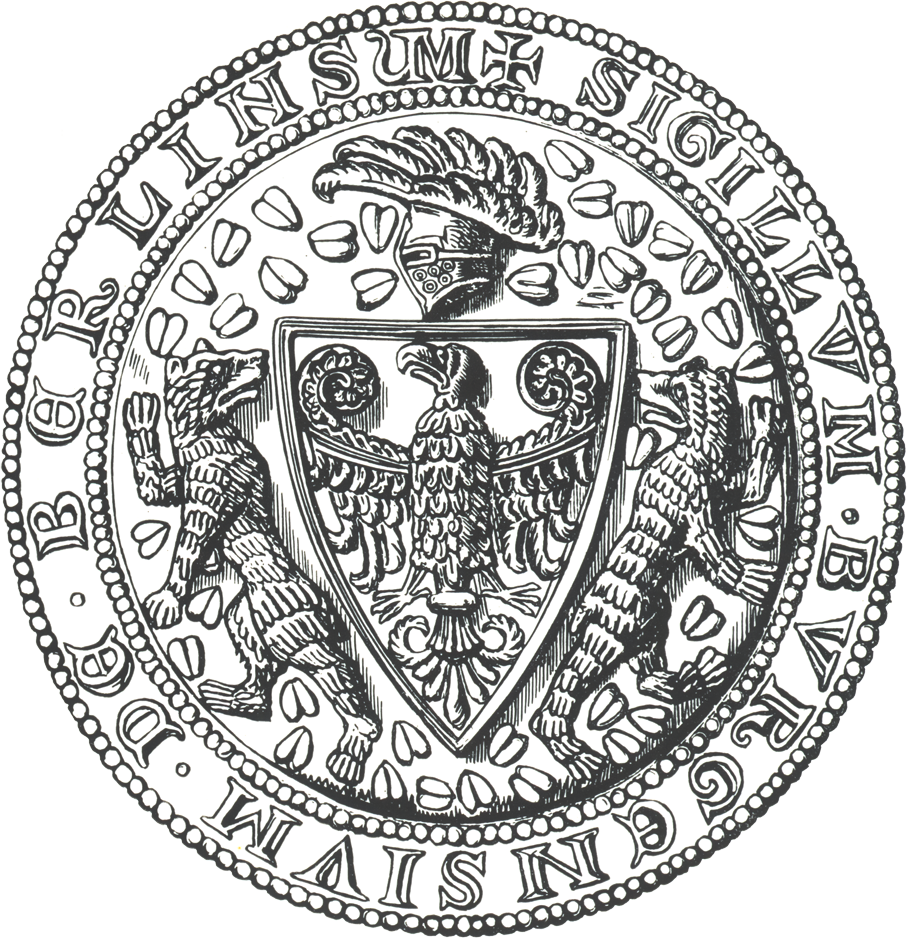
Печатка 1280 року

Друга найдавніша печатка Берліна на документі 1280 року — це не лише перша відмітна печатка Берліна, але й печатка, на якій вперше з'являється ведмідь. Ця печатка висіла на цеховому листі берлінських кушнірів. 22 березня 1280 року в цьому статуті гільдії Берлінська міська рада підтвердила, що ніхто, хто не є членом Берлінської гільдії, не має права купувати і продавати товари кушнірів у Берліні. Статут гільдії належав Берлінському міському архіву і був втрачений після закінчення Другої світової війни.
На печатці, на ранньоготичному трикутному щиті всипаній сердечками зображено бранденбурзького орла. Щит оточено двома ведмедями. Обидва ведмеді озброєні, стоять мордами один до одного і мають по одній піднятій лапі. Над щитом — топгельм з орлиним летом як клейнод. Напис на печатці: SIGILLVM BVRGENSIVM DE BERLINSUM; склад SUM, доданий до слова Берлін, робить печатку самоочевидною: «Я є печаткою громадян Берліна». Зображення печатки та напис обрамлені перловим намистом. Печатка має діаметр 76 міліметрів, а штамп, яким вона скріплена, відлитий з бронзи. Як і на попередній печатці, щит з бранденбурзьким орлом відсилає до маркграфів Бранденбургу як суверенів держави і міста. Топгельм з орлиним летом — це крилатий шолом маркграфа і частина тогочасного повного герба маркграфа.
Деякі дослідники та геральдисти описують ведмедів як двох чорних ведмедів, інші — автор Гайнц Махачек — як бурого та чорного ведмедів. Однак, існують також описи ведмедів як подружньої пари. Підняті лапи ведмедів мають символізувати незалежність Берліна. Геральдист Адольф Маттіас Гільдебрандт відніс думку про те, що страх ведмедів перед гострою зброєю орла виражався в їхніх повернених назад головах, до області байок. Він радше припускав, що ведмеді хотіли створити фронт проти ворогів на сході та заході. У листі від 24 липня 1871 року Ернст Фідіцін описав двох ведмедів як щитотримачів, на що граф Стілфрід від імені Геральдичної канцелярії заперечив, що на той час щитотримачів не існувало. У деяких описах зазначається, що печатка всіяна відбитками лап, імовірно, посилаючись на теорію натураліста Теодора Целла про те, що в руслі Шпрее на місці заселення Берліна було неглибоке плоске місце, яке використовувалося ведмедями, серед іншого, для переправи через Шпрее. Втім, розкидані серця — це лише декоративні елементи. Скоріше він припустив, що ведмеді хотіли створити фронт проти ворогів на сході та заході.
За повідомленням Ернста Фідіціна в журналі «Der Bär» за 1875 рік, відомо чотири відбитки першої ведмежої печатки. Перша печатка була на статуті гільдії від 1280 р., інші — на акті об'єднання бранденбурзьких міст від 1321 р., на постанові Ради Берліна і Кельна про весілля, хрещення дітей, оздоблення одягу тощо від 1335 р. і на акті призначення пенсії Н. Пльоніцу і А. Коссеману від 25 листопада 1381 р. Цей акт про призначення пенсії від 1381 р. зберігається в архіві Бранденбурзького кафедрального собору і дуже добре зберігся разом із печаткою.

### Як ведмідь потрапив на герб

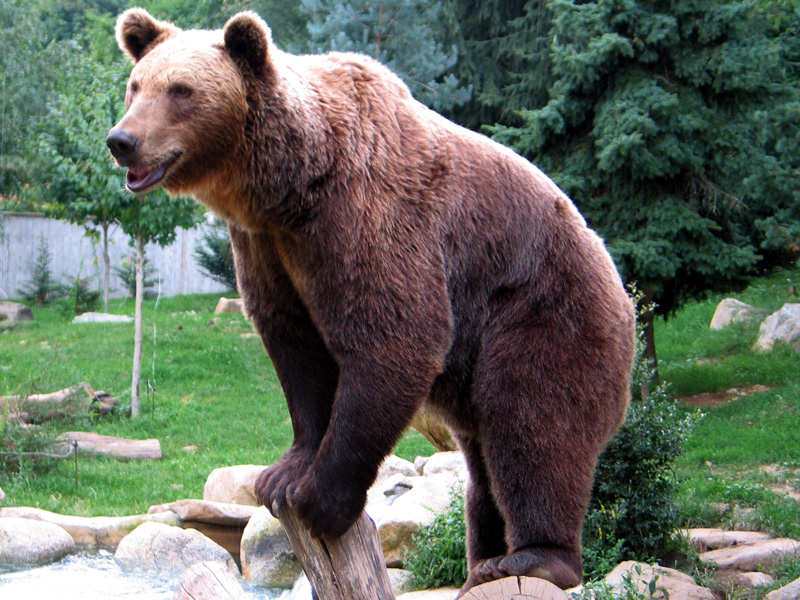
Бурий ведмідь

Як, коли і чому жителі Берліна вирішили використовувати ведмедя як свій герб, більше неможливо відтворити, оскільки письмові документи відсутні. У містах в основі герба часто лежить зображення на міській печатці, і в Берліні також печатки із зображенням ведмедя задокументовані раніше, ніж герб із ведмедем.
Деякі автори припускають, що берлінці мали на увазі Альбрехта І, якого називали Ведмедем. Він вважається завойовником і засновником Бранденбурзької марки. За «Універсальним лексиконом» Йоганна Генріха Зедлера з XVIII століття, у 1140 році Альбрехт I розширив Берлін і оточив його стінами. Однак найдавнішим археологічним свідченням раннього німецького поселення на сьогоднішній день є дерев'яна балка на Брайтштрассе, датована «близько 1170 року» (рік смерті Альбрехта Ведмедя); кам'яна міська стіна була побудована лише близько 1250 року. На основі могил, знайдених під час розкопок під торсом церкви Святого Миколая, яка була зруйнована під час Другої світової війни, можна зробити висновок, що перші ранні німецькі колоністи оселилися тут в останній третині ХІІ століття. Археологічних доказів того, що в цей час тут вже існувало пізньослов'янське поселення, поки що не знайдено, лише сліди середньослов'янських поселень.
Інші автори намагалися пояснити назву поселення Берлін із середньоверхньонімецької мови. Середньоверхньонімецьке слово bër означає ведмідь, а -lin - середньоверхньонімецький зменшувальний склад -lîn (нововерхньонімецький -lein), разом утворив bërlîn (маленький ведмідь). У середньоверхньонімецькій мові Берлін також означає маленьку перлину. У середньонижньонімецькій мові, якою розмовляли в Берліні, ведмеді називалися bërken за допомогою середньонижньонімецького зменшувального складу -ken (нововерхньонімецьке -chen). Походження назви з давнішого мовного рівня німецької мови також суперечить наголосу на останньому складі, оскільки, як і всі німецькі топоніми слов'янського походження на північному сході Центральної Європи, що закінчуються на -in (Шверін, Штеттін, Евтін, Темплін, Кюстрін і т. д.), Берлін також має наголос на останньому складі.
Похідне від слов'янської ідіоми, Берлін означає щось на кшталт «поселення біля болота, трясовини». Лінгвіст Райнхард Фішер пише, що пояснення назви не викликає сумнівів з огляду на численні паралельні слов'янські топоніми, водні та польові назви.
Одним із способів, як ведмідь потрапив на герб Берліна, є промовисті герби. У цих гербах була зроблена спроба геральдично втілити назви міст відповідно до звучання гаданого чи дійсного значення (народна етимологія). Наприклад, сьогодні на гербі Штраусберга є страус, а на гербі Райнікендорфа — лисиця (Райнеке), хоча назви місць не походять від тварин. Можливо, берлінці вибрали ведмедя тому, що перший склад слова Берлін звучить як ведмідь.
Згідно з існуючою думкою, топонім має слов'янське походження, а ведмідь на берлінському гербі — це герб, який говорить про німців.

### Печатки Кельна

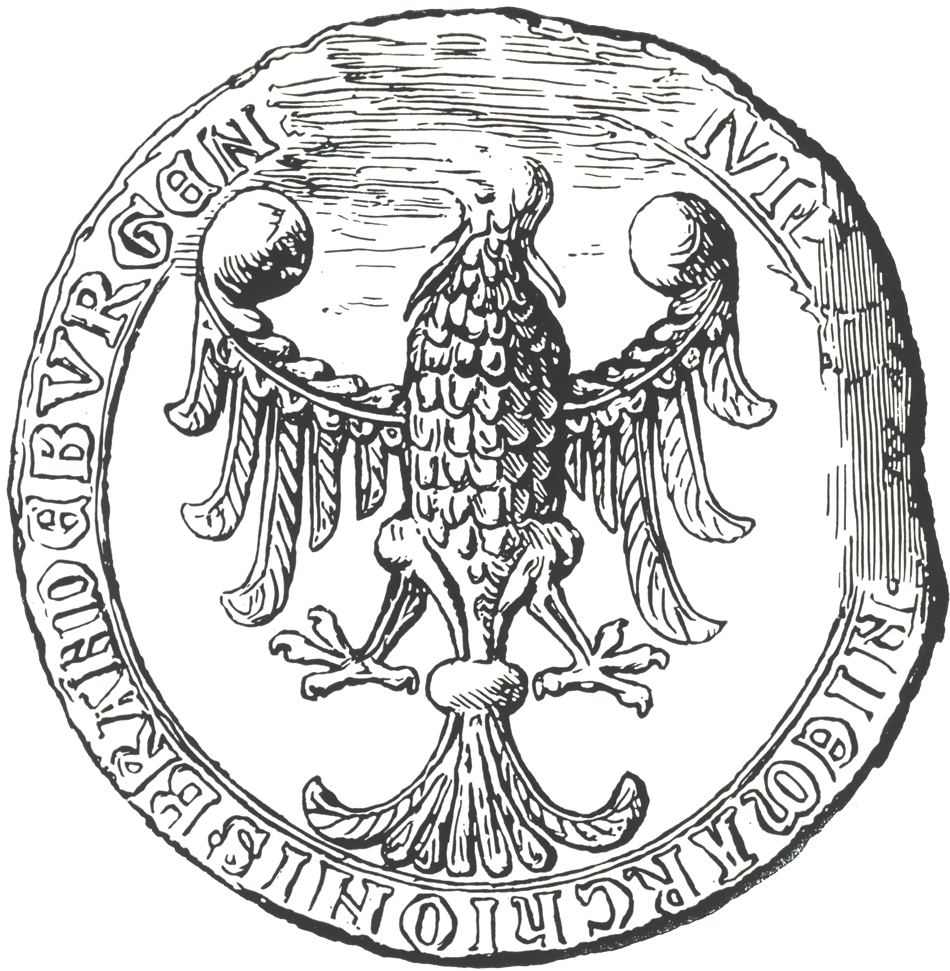
Печатка Кельна 1334

Місто-побратим Кельн також мало власну печатку, а згодом і герб. Хоча документ з першою письмовою згадкою про Кельн датується 1237 роком, найстаріша печатка майже на 100 років молодша і датується 1334 роком (див. фото). Ця печатка була прикріплена до поліцейського та дрес-коду, виданого радою Берліна/Кельна 24 вересня 1334 року, і раніше зберігалася в Берлінському міському архіві. Печатка і документ були втрачені внаслідок Другої світової війни. Кельн має міську печатку, яка не є типовою для Середньовіччя. На ній немає мурів, веж чи інших типових для міста елементів, а лише асканійський орел Бранденбургу. Частково пошкоджений напис на печатці свідчить: S CIVIVM COLONIE MARCHIONIS BRANDENBVRGENSIS «Печатка міста Кельн марки Бранденбург». S означає Sigillum — печатка. Інша печатка, виготовлена цим же штемпелем, збереглася на документі від 1399 р. Діаметр печатки становить 58 міліметрів. Хоча берлінська печатка і пізніший герб зазнали кількох змін, на своїй печатці і гербі Кельн завжди використовував тільки бранденбурзького орла. Інші збережені печатки Кельна датуються 1442 і 1491 рр. Печатка 1442 р. — це мала печатка. Як і на великій печатці, на ній зображено бранденбурзького орла, але з написом S' BVRGENSIVM COLNE «Печатка громадян міста Кельн». Печатка 1442 року є малою печаткою. Як і на великій печатці, на ній зображено бранденбурзького орла, але з написом S' BVRGENSIVM COLNE «Печатка громадян міста Кельн». Печатка, датована 1491 роком, також є малою печаткою діаметром 35 міліметрів, на якій зображено бранденбурзького орла в щиті. Над щитом і з боків від нього розміщено банер з написом sigil civitatis collne «Печатка міста Кельн». Ця печатка використовувалася до кінця XVII століття. Навіть у роки, коли Кельн і Берлін сформували спільну міську адміністрацію, міська хартія ніколи не була порушена, а документи підтверджувалися печатками обох міст. Муніципальна незалежність Кельна закінчилася лише з утворенням Королівської столиці і резиденції Берліна в 1710 році, в якій були об'єднані Берлін, Кельн, Фрідріхсвердер, Доротенштадт і Фрідріхштадт.
Різні печатки Кельна

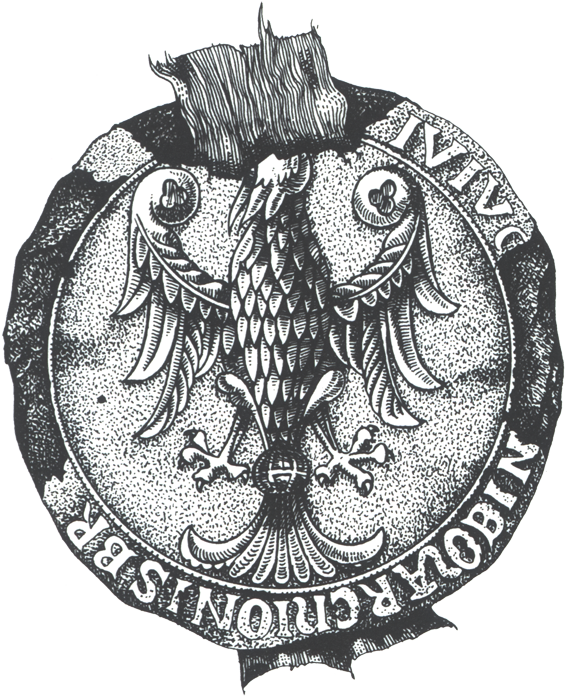
1399
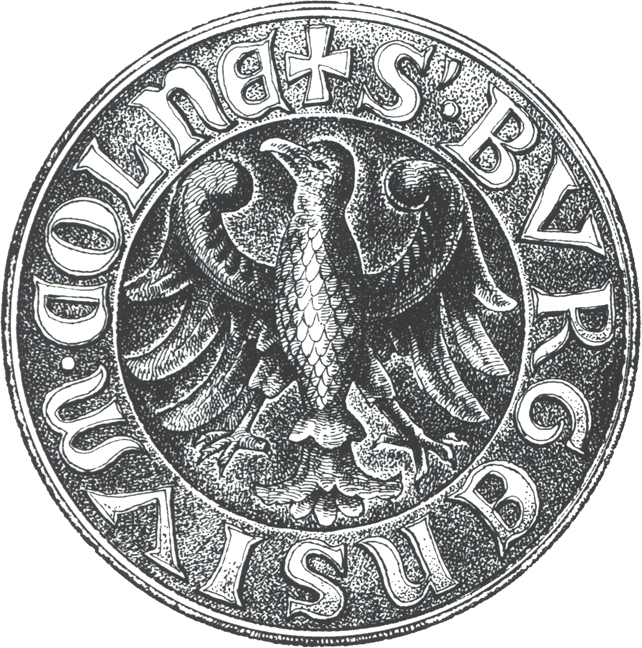
1442
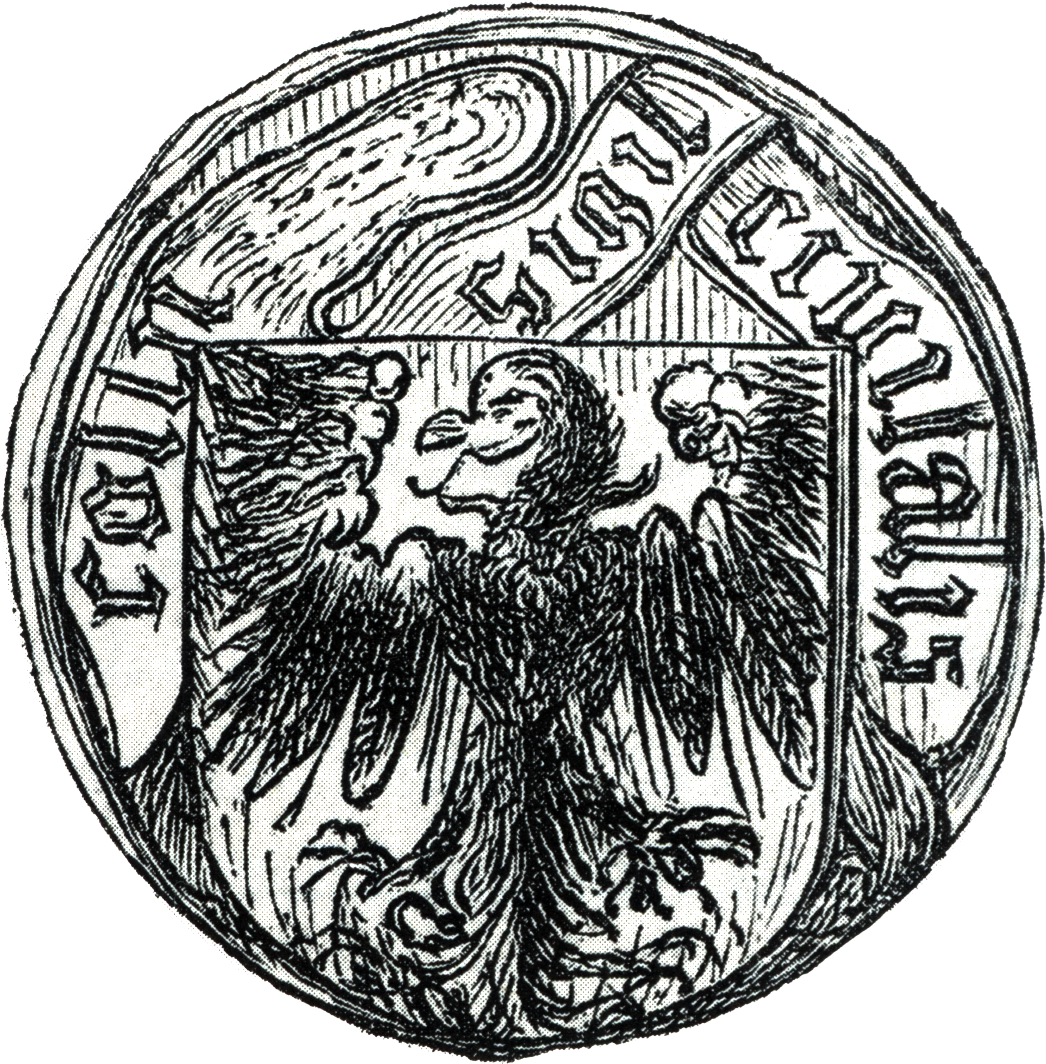
1491

### Ведмідь проти орла

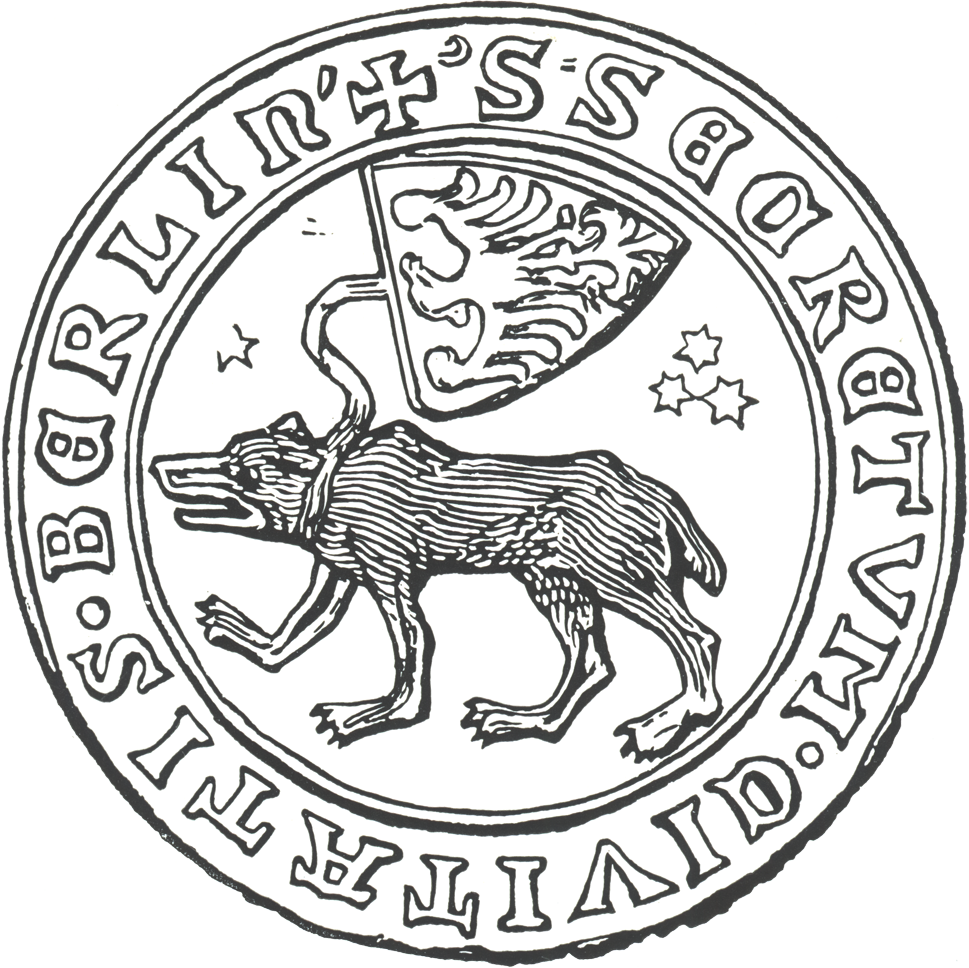
Печатка 1338 року

Третю печатку Берліна можна знайти на документі від 30 жовтня 1338 року об'єднаної міської адміністрації Берліна та Кельна, яка була утворена у 1307 році. Ця таємна печатка Берліна використовувалася до 1448 року. На ній зображено ведмедя, який енергійно крокує, несучи щит з бранденбурзьким орлом на вільній стрічці на шиї. Це мало символізувати суверенітет держави, який все ще був присутній, але дуже слабко. Над головою ведмедя зображена зірка, а над його животом — три зірки. Жодної інформації чи тлумачення зірок немає, тому можна припустити, що вони є простими декоративними елементами. Печатка має напис S SECRETVM CIVITATIS BERLIN «Таємна печатка міста Берліна» між двома рівними лініями і має діаметр 34 міліметри. У цій печатці вражає те, що орел у щиті звернений ліворуч, а не праворуч, як це зазвичай буває на всіх інших печатках і гербах із зображенням бранденбурзького орла. У копіях та описах печатки стрічка щита орла безпосередньо з'єднана з нашийником ведмедя. На збереженій оригінальній печатці на документі від 6 серпня 1383 року, що зберігається в архіві Бранденбурзького собору, видно, що стрічка закінчується бантом над ведмедем на рівні шиї.
Рудольф Бухгольц, куратор провінційного музею Меркіш, вважає це зображення печатки символом об'єднання двох міст Берліна та Кельна. Щит орла буде гербом Кельна і символізуватиме місто, тоді як ведмідь означає Берлін. Цьому суперечить той факт, що жодне місто не мало на той час гербів, а Кельн використовував власну печатку навіть під час унії з Берліном.

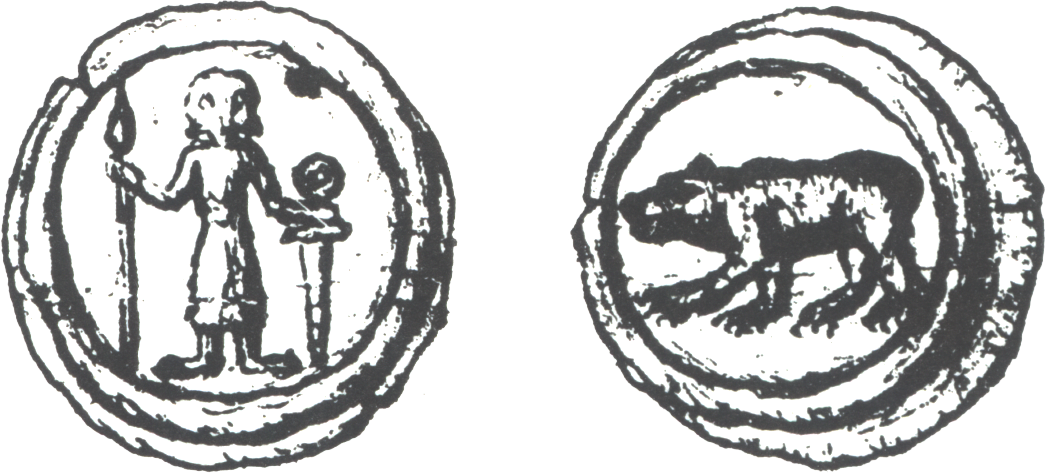
Срібний пфеніг Берлінського монетного двору 1369 року, який називають Вічним пфенігом

Попри те, що на міській печатці все ще був орел, як символу міста берлінці дедалі більше віддавали перевагу ведмедю. Це виражено, наприклад, на срібній монеті Берлінського монетного двору 1369 року (див. фото). На ній зображено маркграфа зі списом і мечем на головному боці, а на реверсі — ведмедя, що біжить вправо на чотирьох лапах. З нагоди 700-річчя карбування монет у Берліні цей срібний пфеніг був використаний як зображення для пам'ятної монети 1981 року номіналом 10 марок.
Причиною того, що берлінці зображували ведмедя на монетах, пізніших невеликих печатках і міських гербах поодинці, мабуть, було не лише прагнення надати йому більшої популярності. Можливо, це мало на меті підкреслити відмінність печаток Берліна від печаток міста-побратима Кельна, оскільки Кельн також мав щит з орлом на своїй печатці, а згодом і на своєму гербі. Крім того, було набагато легше виготовляти маленькі печатки з однією фігурою.
На початку 1440-х років між Берліном і Кельном розгорілися внутрішньоміські суперечки між бюргерами, особливо ремісниками, і патриціанською радою. У 1442 році обидві сторони звернулися за підтримкою до курфюрста Фрідріха II. За підтримки 600 солдатів Фрідріх II виступив активним арбітром. Він розпустив спільне міське управління, скасував панування патриціату, відібрав у міст верхню і нижню юрисдикцію, право на поразку, брамний збір та інші доходи, заборонив будь-які союзи з іншими містами і зажадав відповідну ділянку для будівництва виборчого замку. Ні жителі Берліна, ні жителі Кельна не бажали такого кінця незалежності міст. Це невдоволення і зростаюча опозиція у 1447 році переросли з пасивного в активний опір, а в 1448 році — у збройне повстання проти деспотичної політики Фрідріха II з метою відновити свої старі права і свободи. Берлін і Кельн звернулися до міст-союзників за порадою та підтримкою. Однак їхня допомога та допомога Ганзейського союзу, членом якого був Берлін, не змогла матеріалізуватися. Берлін і Кельн змушені були капітулювати і повністю підкоритися курфюрсту, склавши нову присягу. Ці події увійшли в історію під назвою «Берлінська неволя».

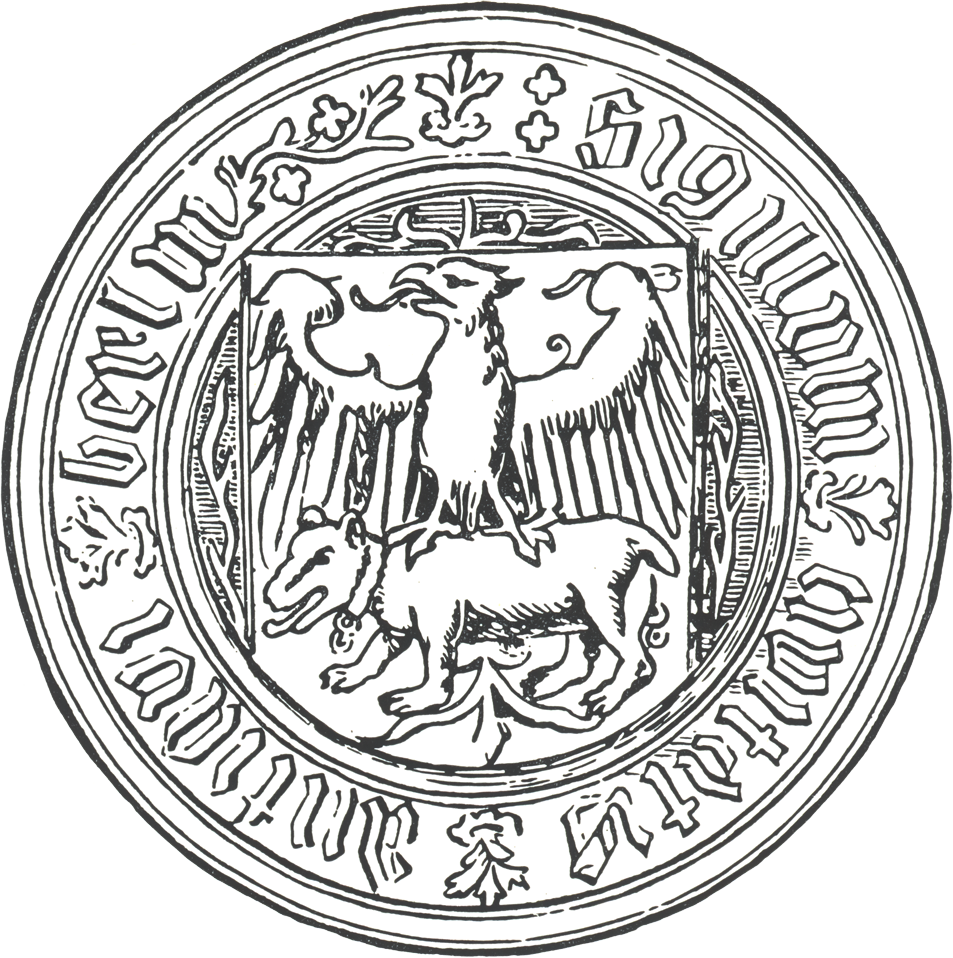
Печатка після 1448 року

Хоча на акті підпорядкування від 1448 року все ще стояла печатка 1338 року, згодом Берлін запровадив нову печатку. Неможливо точно визначити, коли її було створено, оскільки на багатьох міських документах цього періоду печатка вже не стоїть. Нова печатка вперше задокументована на документах 1460 та 1491 років. Якщо на печатці 1338 року ведмідь все ще був головною фігурою, то ця печатка показує, що це ще не так. На цій новій печатці зображений бранденбурзький орел, який сидить на спині ведмедя і вчепився кігтями в шерсть ведмедя, що крокує на чотрирьох. На деяких ілюстраціях печатки ведмідь зображений у нашийнику. Напис між двома рівними лініями готичними мінускулами (маленькими літерами) читається як sigillum civitatis antiqui berlin «Печатка Старого міста Берліна». Срібна печатка мала площу зображення 40 міліметрів. Збережений відбиток печатки можна знайти на документі від 30 квітня 1552 року, який зберігається в кафедральному архіві Бранденбурга. Близько 1700 року печатка була повторно вигравірувана в дещо іншій формі з тим самим написом і використовувалася до 1709 року. Однак новоствореною печаткою користувалася лише частина міста, що безпосередньо прилягала до старої берлінської ратуші. Положення орла на ведмеді деякі історики інтерпретують як підкорення Берліна владі курфюрста Фрідріха II. Чи мало це зображення печатки справді символічний характер, невідомо. Це не зовсім малоймовірно, оскільки сфрагістика та геральдика в ті часи були в розквіті, і часто робилися спроби виразити історичні факти за допомогою відповідних зображень печаток та гербів. Деякі історики вбачають у цьому зображенні радше взаємні відносини захисту та підтримки. Інші фахівці, навпаки, вважають абсолютно зайвим навіть намагатися завуалювати символічне значення цього зображення, оскільки йшлося лише про те, щоб якнайкраще розташувати дві геральдичні фігури. Це пояснюється тим, що печатка тодішнього імперського міста Берн дуже схожа на цю. На відміну від берлінської печатки, де орел сидить на спині ведмедя, а його хвостове перо заходить за ведмедя і знову видніється під ним, орел на бернській печатці вільно ширяє над ведмедем, випустивши кігті.

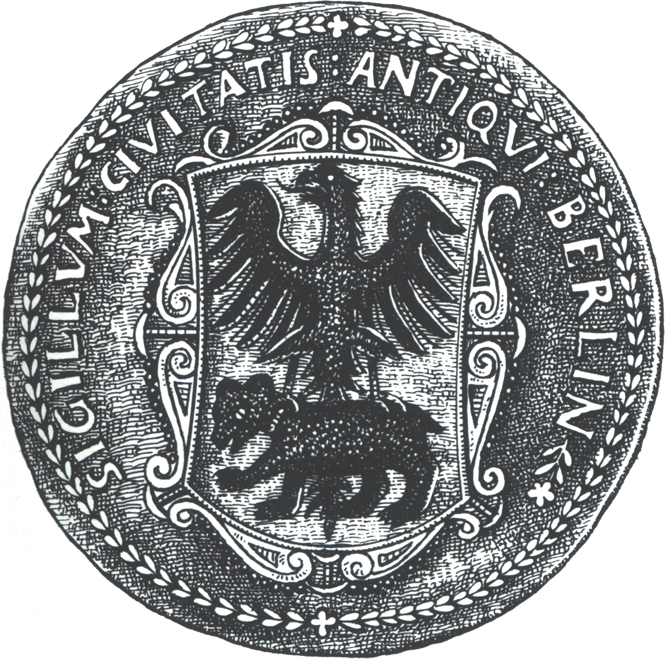
Печатка 1700 року

У багатьох описах та копіях печаток зазначено, що шию ведмедя прикрашає нашийник з ланцюжком. На думку Рудольфа Бухгольца, який зміг проаналізувати оригінал печатки, ведмідь не мав нашийника. Під підборіддям і хвостом ведмедя можна розпізнати форми, що нагадують вісімку. Вони, очевидно, були інтерпретовані як ланки ланцюга і породили ідею намиста. Бухгольц дійшов висновку, що комбінація готичних мінускулів і цифр є скороченою датою створення печатки, тобто 1444 р., оскільки, з одного боку, 4 часто нагадує 8 у тогочасних шрифтах, а з іншого боку, готичні мінускули вже не використовувалися у 1488 р., а печатка була виготовлена до 1488 року. Однак така інтерпретація (1444 рік як рік виготовлення), безумовно, є неправильною, оскільки акт подання від 1448 року все ще був скріплений печаткою від 1338 року.
Паулюс Стефан Кассель в одному з есе стверджував, що «приручена» і приборкана сила, олюднена природа тварини проявляється в шийному кільці. Ведмідь з таким атрибутом був образом «дикого, сильного народу, прирученого і сформованого словом духу». Однак геральдичним звичаєм було також прикрашати нашийником або шийним перснем диких тварин, таких як леви, ведмеді, вовки тощо. Навіть якщо немає впевненості, що ведмідь на цьому зображенні печатки вже носить нашийник, берлінський ведмідь повинен мати нашийник на наступних печатках і гербах.

### Найдавніші зображення гербів
Два найстаріших герби в Берліні походять із книги гербів Йорга Ругенна 1492 або 1495/98 років і книги гербів Йоганна Зібмахера 1605 року. На обох гербах зображений один ведмідь у щиті. Герб із гербівника Ругенна містить червоноязикатого бурого ведмедя, який піднімається праворуч у півкруглому щиті. Ведмідь зображений у природному вигляді. На гербі з гербовника Зібмахера зображений ведмідь у бароковому щиті, незвичайно піднесений ліворуч, який тут більше схожий на добре відгодовану свиню. Зібмахер подає такі кольори: «Білий щит / фігура в ньому чорна». Однак не існує жодних муніципальних чи офіційних документів, які б підтверджували ці зображення герба. Зображення печаток, наприклад, печатного кільця 1603 року та восьмикутної печатки 1618 року, свідчать про те, що Берлін використовував ведмедя в щиті як свій герб щонайменше з XVII століття. Навіть на друкованих роботах і планах, таких як перспективний план міста Берліна Йоганна Бернгарда Шульца 1688 року, гербом Берліна є лише ведмідь.

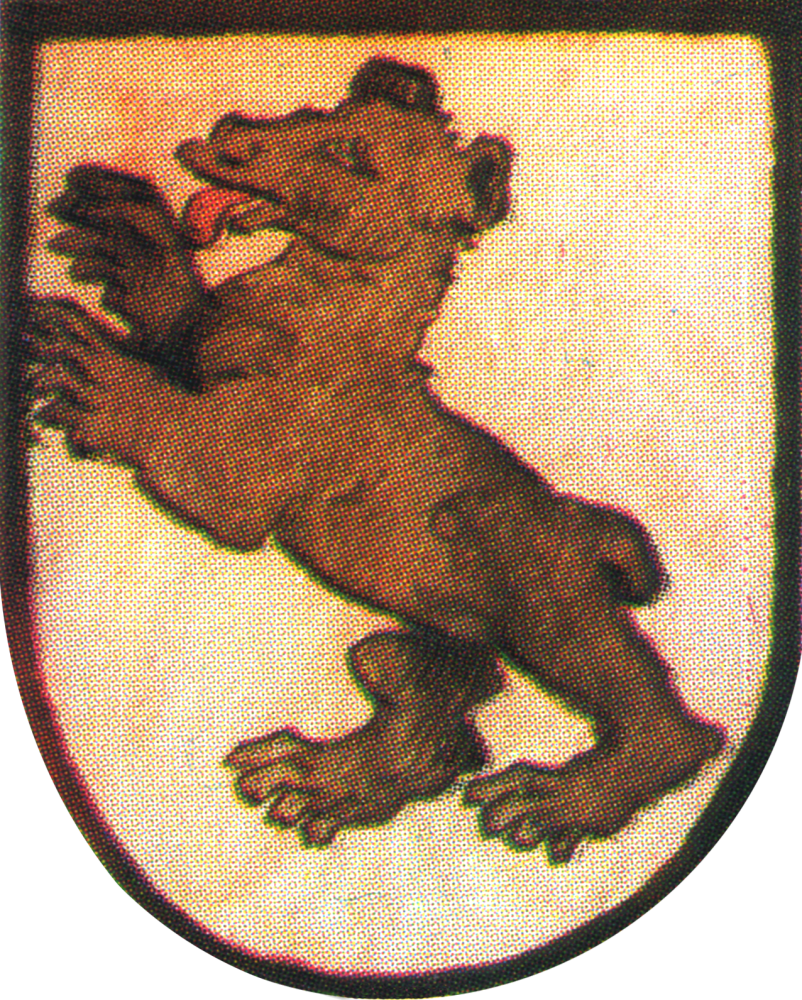
Герб з гербовника Йорга Ругенна 1492 року
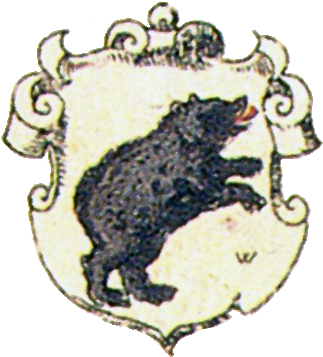
Герб з гербовника Йоанна Зібмахера 1605 року
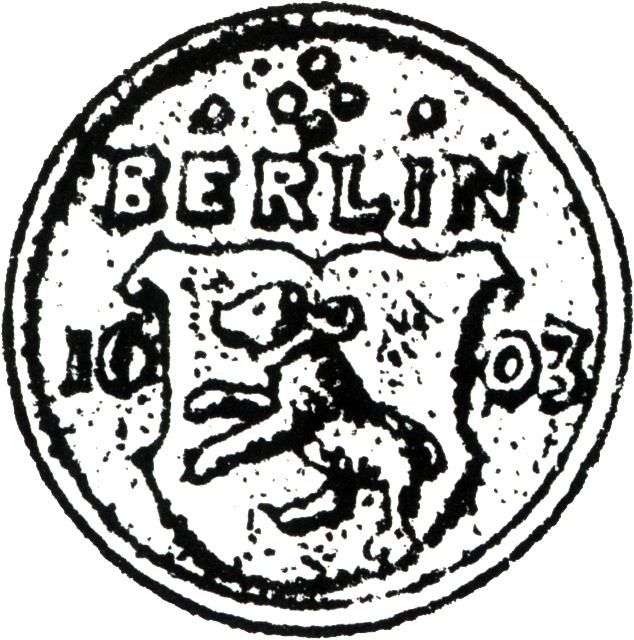
Перстень-печатка 1603 року
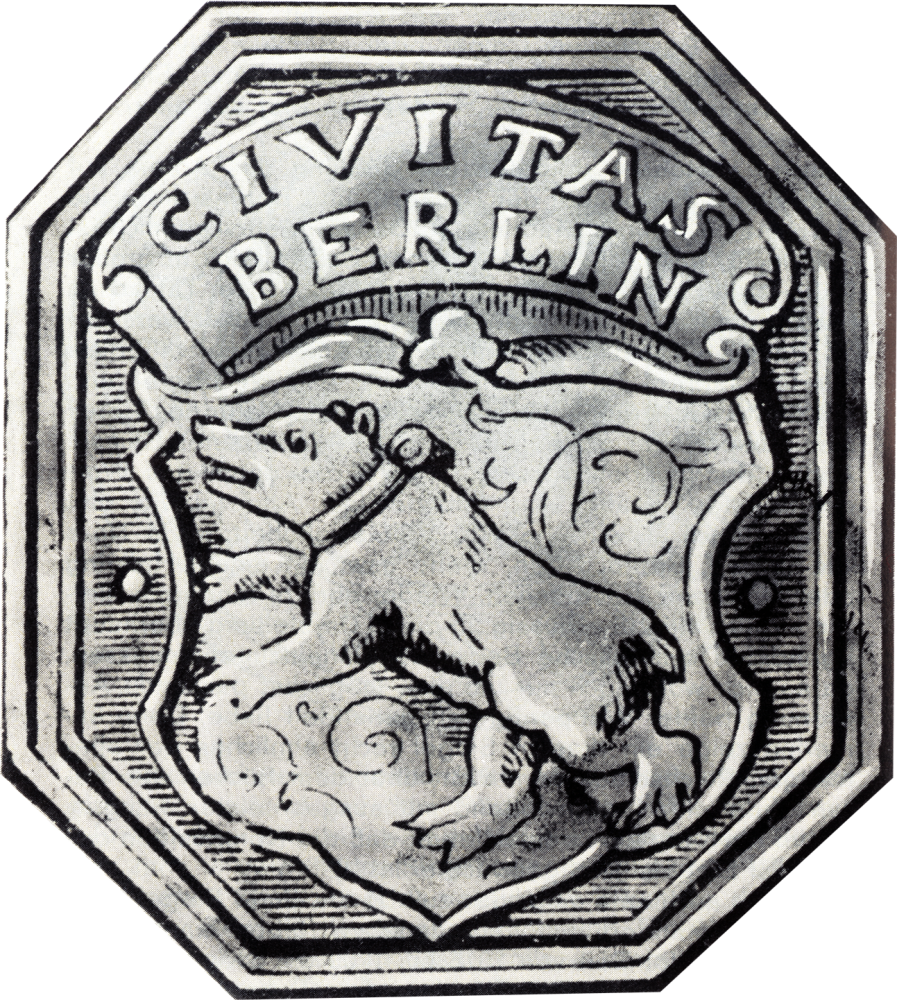
Печатка 1618 року

Срібний і сильно позолочений перстень-печатка колись зберігався в Музеї Меркішеса. Діаметр печатної пластини становив 26 міліметрів. Сам перстень мав діаметр 24 міліметри і важив 45 грамів. На печатці зображено ведмедя з нашийником, що піднімається вправо в щиті. Над щитом великими літерами написано BERLIN, праворуч від щита - цифри 16, ліворуч - 03. За написом перстень-печатку можна датувати 1603 роком виготовлення. Рудольф Бухгольц описує перстень як «найстаріший перстень бургомістра». Використання іншої печатки задокументовано з 1618 року. Печатка має восьмикутну форму шириною 26 міліметрів і висотою 29 міліметрів. На цій печатці також зображено ведмедя, який піднімається вправо з нашийником у щиті. Над щитом розміщено дворядковий банер з написом CIVITAS BERLIN «Місто Берлін». На обох печатках ведмідь явно носить нашийник; їх використовували одночасно з великою круглою печаткою 1448 і 1700 років відповідно.
Ще одне зображення герба Берліна було в церкві Св. Марії. 13 вересня 1884 року Ернст Фрідель повідомив про це зображення міського герба, який до того часу був забутий, після відвідин костелу Святої Марії. Герб міста був розташований на п'яти дерев'яних панелях, пофарбованих олійними фарбами, на ложі ради разом з 16 іншими гербами чотирьох бургомістрів, чотирьох камергерів і восьми радників. Напис Rath zu Berlin. i.6. 86 на дерев'яній панелі означає, що герб можна датувати 1686 роком. Герб виконаний у традиціях великої берлінської печатки 1280 року. На срібному (білому) щиті в золотому обрамленні у формі ренесансного тарча зображено червоного бранденбурзького орла. Щит тримають два чорні ведмеді. Ведмеді носять золоті нашийники з ланцюгами та зображені природними, мордами один до одного та дивлячись убік. На щиті у фронтальному ракурсі зображений шолом із застібкою у золотому та металевому тинатурах. На шоломі лежить золота корона з листя, а в клейноді - лет чорного орла. Герб, який також оточують ведмеді, забарвлений у червоно-чорний та біло-червоний кольори. Гербова дошка знаходиться на постійній основі в Євангелічній церкві в церкві Святого Миколая, яка належить до музеїв Берлінської міської музейної фундації.

### Калібрувальний штамп

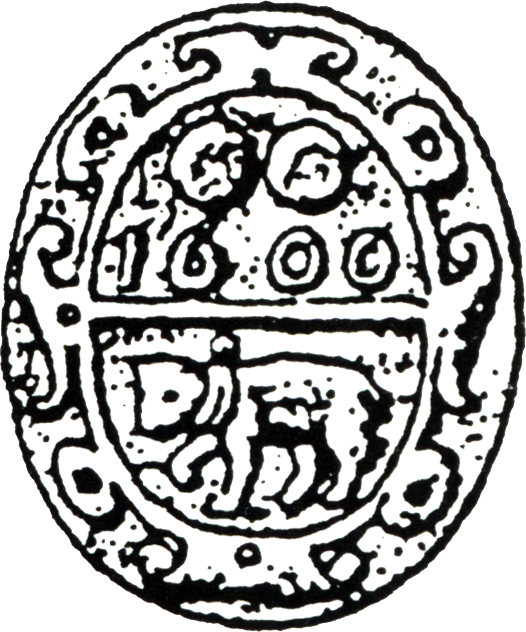
Калібрувальне клеймо від 1600

Не лише міська рада Берліна засвідчувала автентичність своїх документів відбитком або прикріпленням міської печатки; статут гільдії золотих справ майстрів також передбачав, що їхні вироби повинні були мати «міське клеймо». Міське клеймо ставили на мірах, калібрах і гирях. Рудольф Бухгольц описує три калібрувальні клейма на сталевих болтах довжиною від 10 до 30 сантиметрів, головки яких були зламані ударами молотка. Площа клейм була від 6 до 20 міліметрів. Найстаріше з трьох калібрувальних клейм має овальну форму і розділене горизонтально надвоє. На нижній половині зображено берлінського ведмедя з нашийником, який біжить на четвереньках праворуч. У верхній половині написано 1600 рік, а край прикрашений бароковим орнаментом. На другій печатці, датованій XVII століттям, зображено ведмедя з нашийником, що йде прямо. На третій печатці був зображений об'єднаний міський герб 1709 року.
Інші муніципальні установи, такі як міський суд, міські ваги, управління у справах бідних та спадковий орендний маєток Веддінг, також використовували печатку з іншим дизайном та легендою.

### Королівська столиця і місто-резиденція Берлін

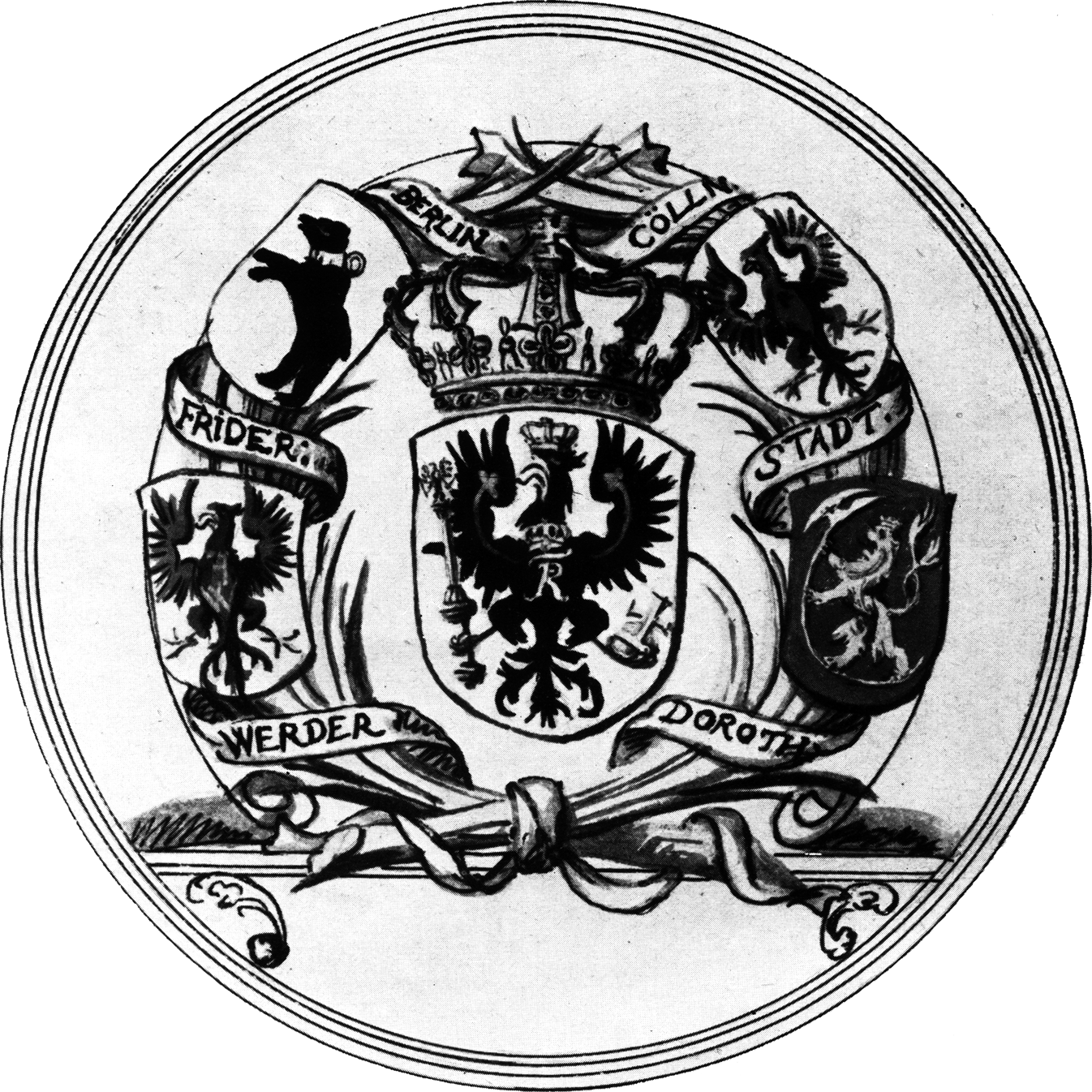
Муніципальний проєкт нової печатки для всього міста Берліна, 1709 рік

Знаменним днем в історії Берліна стало 17 січня 1709 року, коли король Фрідріх I видав указ про об'єднання п'яти раніше незалежних міст Берлін, Кельн, Фрідріхсвердер, Доротенштадт і Фрідріхштадт в Королівську столицю і резиденцію Берлін з 1 січня 1710 року. Водночас регент видав указ про створення стандартної печатки та великого герба. У дев'ятому параграфі указу про створення нового магістрату зазначено: «Нарешті, буде виготовлено нову печатку, якою новий затверджений магістрат повинен буде користуватися в майбутньому». Новому об'єднаному магістрату також було доручено подати всі печатки та герби, які наразі використовуються в п'яти передмістях, а також зразок стандартизованої печатки. За значної участі Обергерольдсамту, який був створений лише у 1706 році, було створено кілька проєктів кольорового шаблону для нової уніфікованої печатки. 6 грудня 1709 року Фрідріх І визначився з дизайном і надіслав його на затвердження до Обергерольдсамту. Через три місяці затверджену печатку повернули із супровідним листом:
Після того, як Ми милостиво затвердимо доданий малюнок печатки з проєктів, які ви люб'язно подали, ви повинні використовувати її для цієї мети.
Cölln, d. 6. Feb. 1710
gez. von Prinz
Новий герб був розроблений відповідно до кольорового шаблону для печатки і офіційно наданий того ж дня. Відтепер ведмідь мав ділити герб не лише з бранденбурзьким орлом, але й з прусським орлом. З наданням нової печатки та герба для нової королівської столиці та резиденції Берліна, печатки та герби п'яти передмість Берліна були визнані недійсними.

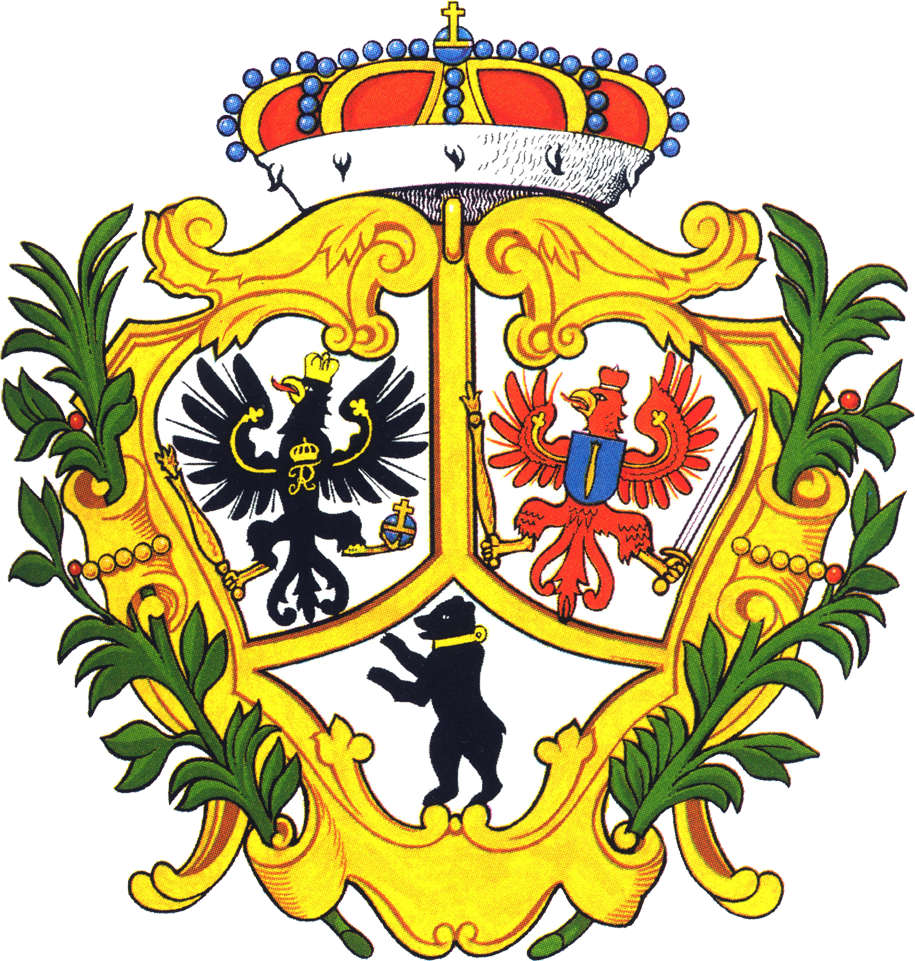
Великий герб 1709 року

Повністю перероблений герб показує барокову форму золотого щита, розділеного в перевернутий вилоподібний хрест, який облямований з боків вусиками зеленого листя з червоними плодами. У першому білому (срібному) чорний прусський орел із золотим озброєнням і червоним язиком, крила якого вкриті золотими стеблами конюшини. Він носить золоту королівську корону на голові, золотий скіпетр з королівським орлом у правій руці та прусську імператорську сферу в лівій. Його груди прикрашає золота королівська корона та переплетені ініціали FR — Fridericus Rex «Король Фрідріх». На другому білому полі червоний бранденбурзький орел з золотими озброєнням та червоним язиком, чиї крила вкриті золотими стеблами конюшини. На голові — виборчий капелюх, у правій лапі — золотий виборчий скіпетр з лілією, у лівій — виборчий меч. Груди вкриті синім напівкруглим щитом із зображенням золотого виборчого скіпетра з лілією. У нижньому білому полі — чорний берлінський ведмідь із золотим нашийником у вертикальному положенні. На щиті герба лежить «souveraine Churhut» — корона Прусського королівства, що постала з виборців, комбінація королівської корони та виборчого капелюха; її часто називають виборчою короною.
Орли символізують приналежність Берліна до маркграфства Бранденбург і Пруссії та разом із суверенним виборчим капелюхом ідентифікують Берлін як резиденцію бранденбурзьких курфюрстів і прусських королів. Ідентична печатка має напис 17 S. C. B. 09 під щитом. 17 і 09 означають 1709 рік, а абревіатура S. C. B. розшифровується як Sigillum Civitatis Berlin — «Печатка міста Берліна».

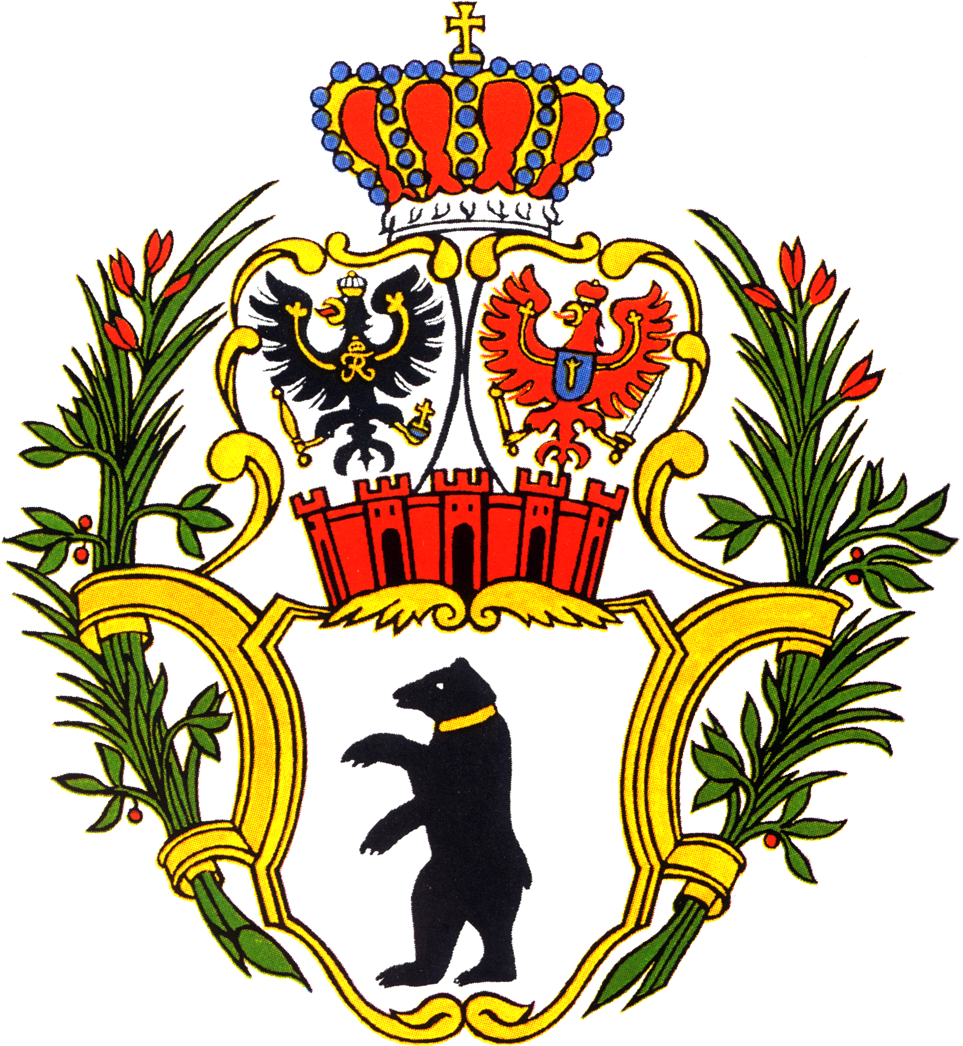
Великий герб 1839 року (Це зображення показує фальшиву корону, на щиті має бути королівська корона.)

У першій половині ХІХ століття магістрат запровадив другу міську печатку на додаток до головної міської печатки 1709 року, яка була прийнята як герб, як і попередня. Новий герб або печатка відрізняється від старого тим, що виборча корона була замінена на королівську. Внизу, у тепер розділеному щиті, ведмідь займає домінуючу позицію у власному щиті (головному щиті). На щиті ведмедя вставлена мурована корона. Вгорі прусський і бранденбурзький орли розділені, як і раніше, але в меншій пропорції. Ці зміни передбачають прийняття французьких звичаїв. Хоча ця печатка була засвідчена лише в 1839 році, її створення, ймовірно, датується французькою окупацією Берліна з жовтня 1806 до кінця 1808 року під час наполеонівських війн.
Невідомо, чи зміни на печатці та гербі відбулися за наказом держави. Однак печатка і герб відповідають медалі, якою Фрідріх-Вільгельм III нагородив лорда-мера і голову міської ради у 1839 році за їхню бездоганну службу на посаді. Незважаючи на зміни, на печатці продовжував стояти рік 1709-й. Легенда на сухому штемпелі того часу звучить так: «Печатка столиці і резиденції міста Берліна 1709». Згодом міська рада також прийняла зображення печатки для своєї офіційної печатки, але з 1808-м роком як роком проголошення міської реформи бароном фон Штайном.

Про'кт великого герба 1839 року не отримав одностайного схвалення. Про це міський архіваріус Ернст Фідіцін писав магістрату в листі від 24 липня 1871 року:
У Берліні, який з 1806 року під час французького вторгнення перебував під спільним управлінням Адміністративного комітету під французьким наглядом, цей римсько-французький герб (він вперше з'явився у 1781 році, а потім став обов'язковим на заході імперії під час наполеонівської окупації через офіційну французьку геральдику) також увійшов у вжиток і вперше був використаний для прикрашання берлінських міських облігацій, які необхідно було випустити, щоб відкупитися від важких грошових жертв, накладених на нас Францією; і дотепер, коли пам'ять про цей спосіб творення була втрачена, це використання збереглося. Звільнитися від такого герба може бути лише бажанням кожного патріота.
Фідіцін вважав Мауеркрону абсолютно непрощенною. Лише 1884 року на засіданні товариства «Герольд» стало відомо, що п'ятиярусну муровану корону намалював відомий берлінський архітектор Крістіан Готліб Кантіан. У 1891 році берлінський окружний суддя Ріхард Берінгер все ще обурювався композицією герба 1839 року, яка невигідно відрізнялася від печатки 1709 року. На останній три геральдичні зображення принаймні були розміщені в геральдично правильно розділеному щиті. Однак спосіб, у який щит з ведмедем, мурованою короною та орлом були об'єднані у 1839 році, міг бути лише «результатом повного незнання геральдичних та стилістичних правил і носить характер часу, який втратив будь-яке почуття мистецтва».
На службовому ланцюгу 1839 року є ще одна медаль як з'єднувальний елемент між ланцюгом і медаллю, на якій можна побачити лише берлінського ведмедя і напис STADTVERORDNETE ZU BERLIN. Як і на майже всіх ілюстраціях між 1450 і 1875 роками, ведмідь носить нашийник або шийний перстень золотого кольору. Хоча Герольдсамт посилається на додавання шийного кільця, яке було прийнято в Середньовіччі, щоб підкреслити, що це ведмідь, а не кабан, Гільдебрандт «не зовсім впевнений, чи мало це на меті виразити підкорення міста правлінню Гогенцоллернів, як багато хто вважає». Берлінці сприйняли стрічку як знак рабства і підкорення і назвали її «Gängelband».

Окремі муніципальні установи використовували дуже різні дизайни печаток. У деяких випадках зображення печатки установи змінювалося всього за кілька років. На печатці канцелярії від 1766 року ведмідь оточений бароковим орнаментом. На овальній печатці Фонду податку на житло та ренту зображено лише ведмедя та напис HAUS- U. MIETHSSTEUER CASSE. У 1846 році шкільна управа використовувала печатку з гербовим щитом і мурованою короною. На бароковому щиті зображено висхідного ведмедя, а стінописна корона складається лише з п'яти веж. Напис на печатці: ШКІЛЬНА ДЕПУТАЦІЯ МАГІСТРАТУ БЕРЛІНА. Зображення на печатці магістрату також часто змінювалися. На печатці 1846 року зображено ведмедя, який стоїть прямо з нашийником і бароковим щитом на землі. На щиті сидить прусський орел з кулею в лівій руці, скіпетром у правій і королівською короною на голові. Якщо у 1846 році напис ще був MAGISTRAT IN BERLIN, то у 1853 році він став MAGISTRAT ZU BERLIN. Прусський орел відсутній на печатці магістрату від 1853 року, але мурована корона знову прикрашає щит з ведмедем.

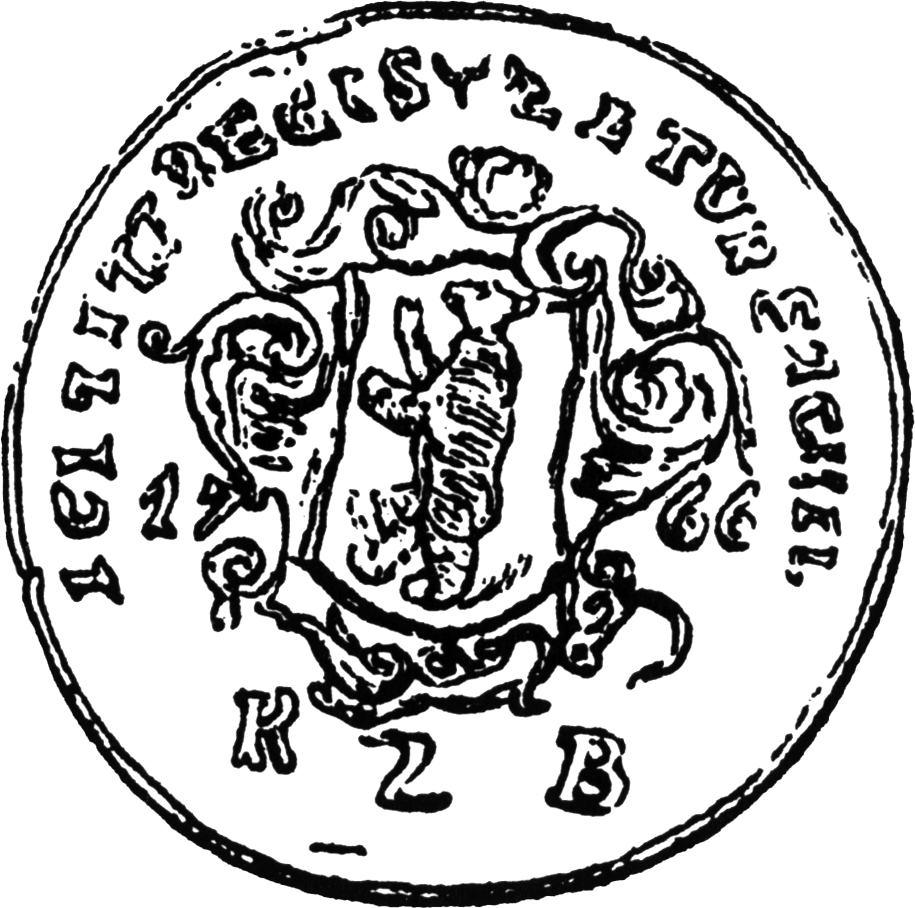
Реєстрова печатка 1766 року
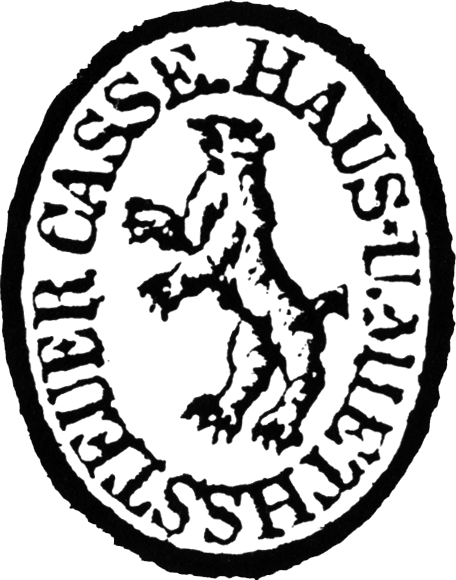
Печатка будинково-рентної податкової служби 1831 року
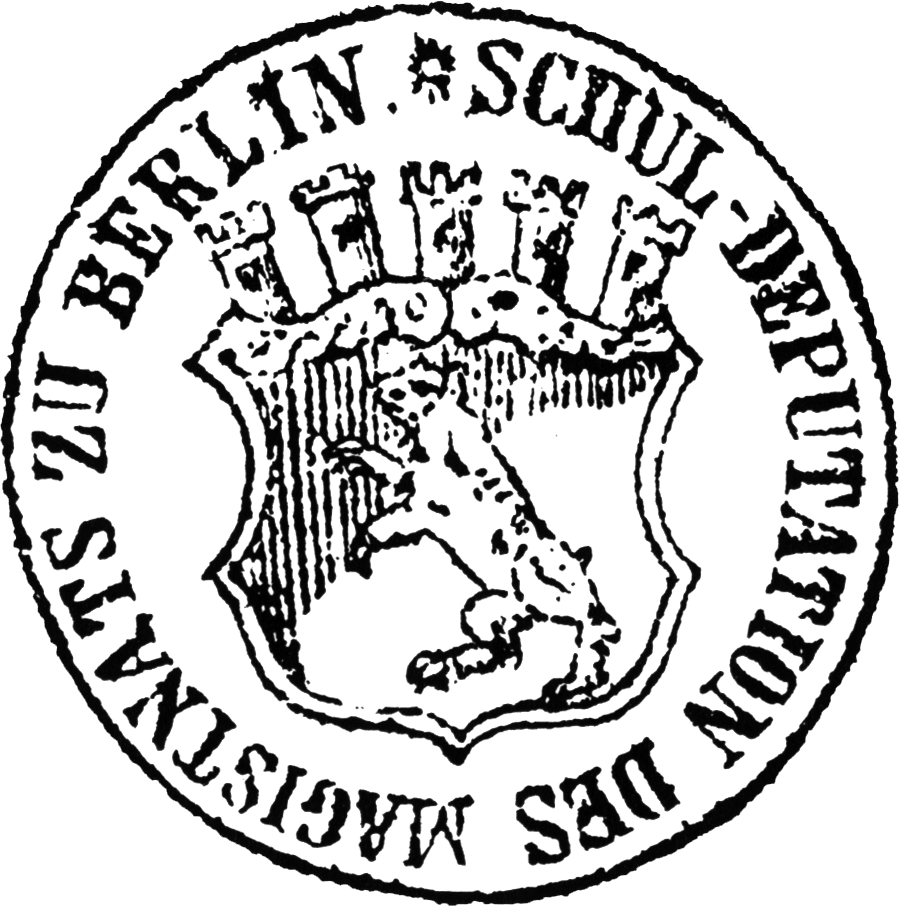
Печатка шкільної депутації з 1846 року
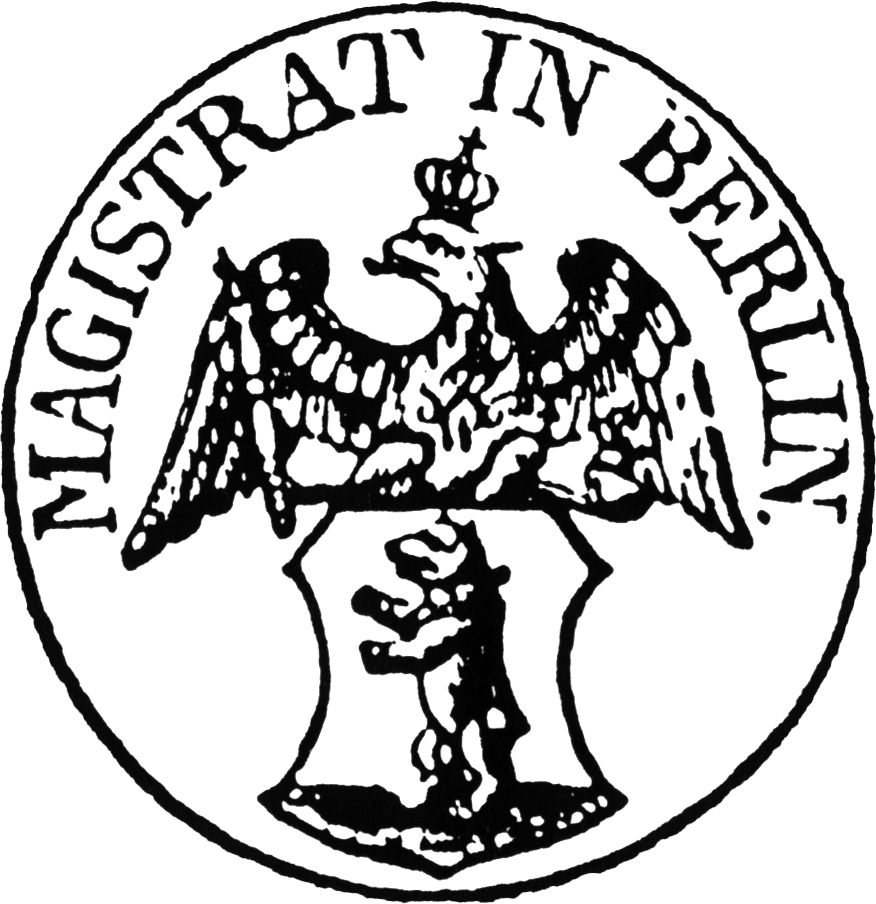
Печатка мирового судді 1846 року
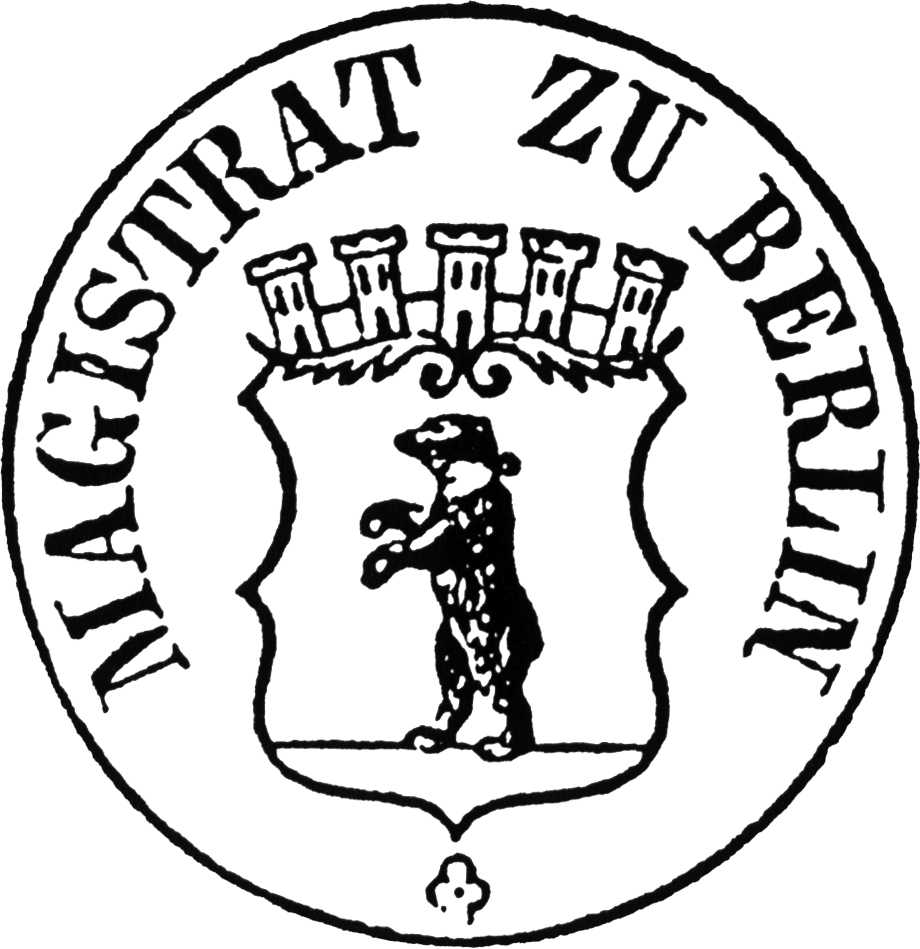
Міська печатка з 1853 року

### Столиця Німецької імперії

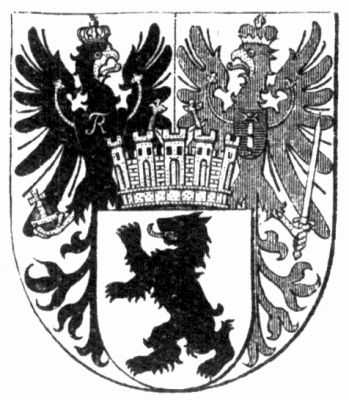
Герб 1875 року

Після заснування Німецької імперії в 1871 році знову розгорілися дискусії про новий герб столиці імперії. У листі від 24 липня 1871 року, в якому міський архіваріус Ернст Фідіцін описував створення берлінської печатки, він висловив думку, що місту потрібна нова «імперська» печатка. Граф Штілфрід від імені Управління герольдії зазначив, що міська печатка ніколи не мала додатку «виборча» або «королівська», а тому позначення «імперська» є недоречним. Втім, дискусії призвели до того, що 1 жовтня 1875 року рішенням магістрату ведмедя було звільнено з нашийника. Це зняло з ведмедя «знак рабства», і «приручений» ведмідь знову став «вільним» і «диким». На зміненому гербі зображено чорного прусського орла, озброєного золотом і з червоним язиком, із золотою королівською короною на голові та золотими переплетеними ініціалами FR (Fridericus Rex) на грудях. Кожне криловкрите стеблом золотої конюшини. У правій лапі він тримає прусську імператорську кулю, а в лівій — скіпетр із золотим орлом. У другому полі — золотокрилий і червоноязикий червоний бранденбурзький орел, він носить блакитний щиток із золотим виборчим скіпетром з лілеєю, на голові — червоний виборчий капелюх. На кожному крилі — золоте стебло конюшини. У правій лапі орел тримає золотий орлиний скіпетр, а в лівій — золотий виборчий меч. Орли звернені один до одного. У нижній частині щита розміщено менший срібний напівкруглий щит із золотою п'ятибаштовою мурованою короною, всередині якої стоїть вертикально червоноязикий чорний берлінський ведмідь. Якщо на попередніх гербах прусський і бранденбурзький орли все ще ширяли над ведмедем у власних щитах, то на цих гербах вони відходять на задній план. Тепер вони частково приховані щитом ведмедя і змушені ділити розділений щит.

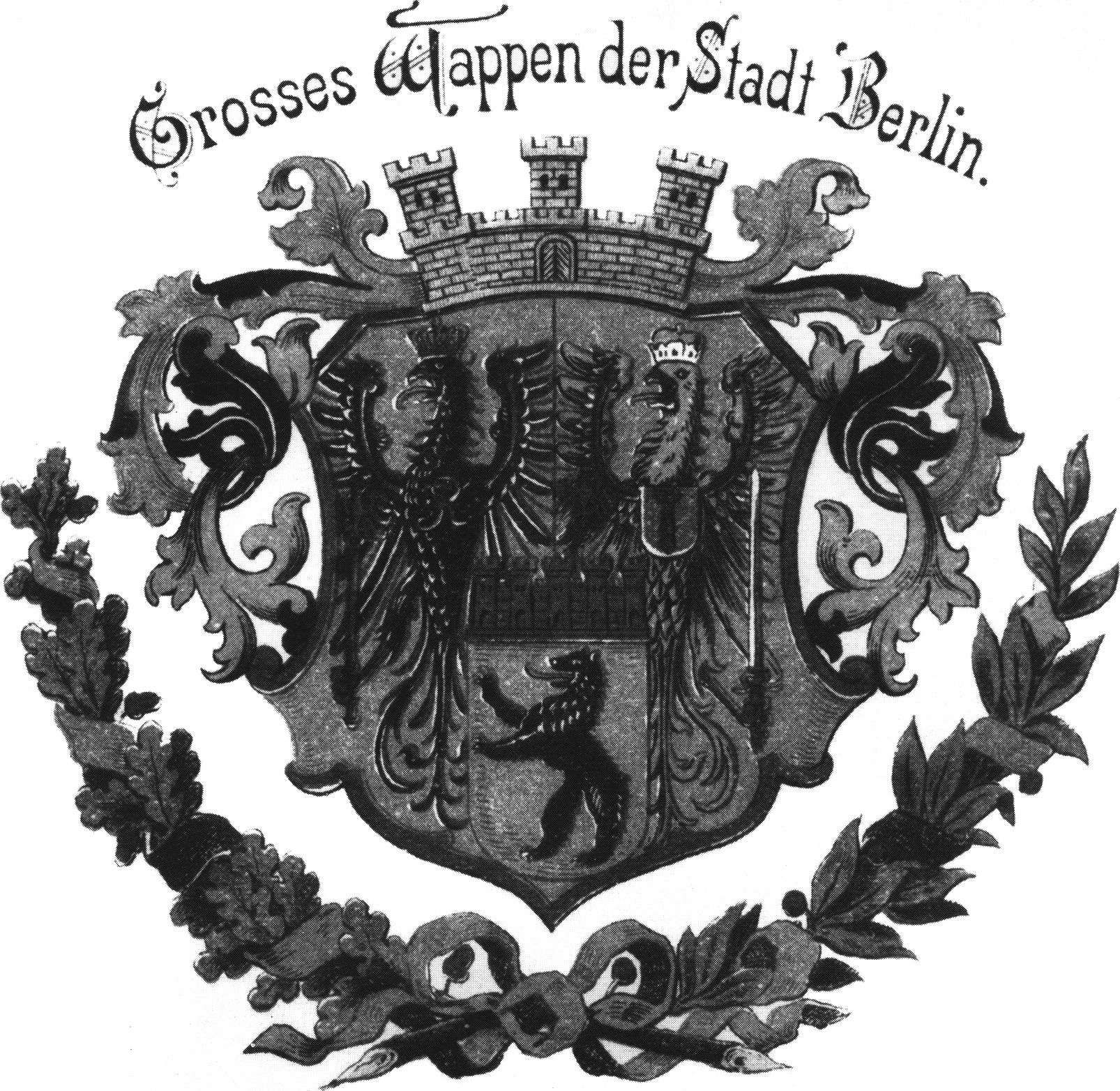
Великий герб 1883 року

Ці зміни до герба 1875 року були спробою створити новий герб. Ведмідь, якого тепер було багато химерних зображень, також мав отримати гідне представлення. В рамках дискусій у 1883 році герб був знову змінений. На гербі прусський орел знову зображений у своєму первісному вигляді — дивиться праворуч, тримаючи скіпетр у правій руці та імператорську кулю в лівій — а на місці, де колись прикрашали герб капелюх курфюрста та королівська корона, на щиті сидить тривежева червона мурована корона із зачиненими воротами. Розрізний щит у бароковій формі. Як і на гербі 1871 року, в передньому срібному полі чорний прусський орел із золотим озброєнням і червоним язиком. Кожне крило вкрите стеблинкою золотої конюшини. На ньому зображені золоті переплетені ініціали FR Фрідеріка Рекса, а на голові він носить золоту королівську корону. У лівій лапі він тримає прусську імператорську кулю, а в правій — скіпетр золотого орла. Ззаду в срібному полі намальований червоний бранденбурзький орел із золотим озброєнням та червоним язиком. Кожне крило вкрите золотим стеблом конюшини. На його грудях блакитний нагрудник із золотим скіпетром лілії, а на голові — капелюх курфюрста. У правій лапі він тримає оголений меч, а в лівій — скіпетр із золотим орлом. У нижній частині головного щита — срібний півкруглий щит із золотою п'ятибаштовою настінною короною; на щиті — чорний прямостоячий берлінський ведмідь з червоним озброєнням і червоним язиком. На стінній короні головного щита є намет, срібний всередині та чорний зовні. Це не відповідає геральдичним правилам, згідно з якими чохли для шоломів повинні використовуватися тільки разом із шоломами. Щит обрамлений з боків і знизу двома гілками листя: праворуч — зеленою дубовою гілкою з коричневими жолудями, ліворуч — зеленою лавровою гілкою з червоними плодами. Гілки оповиті срібно-чорною стрічкою, зав'язаною внизу на бант.

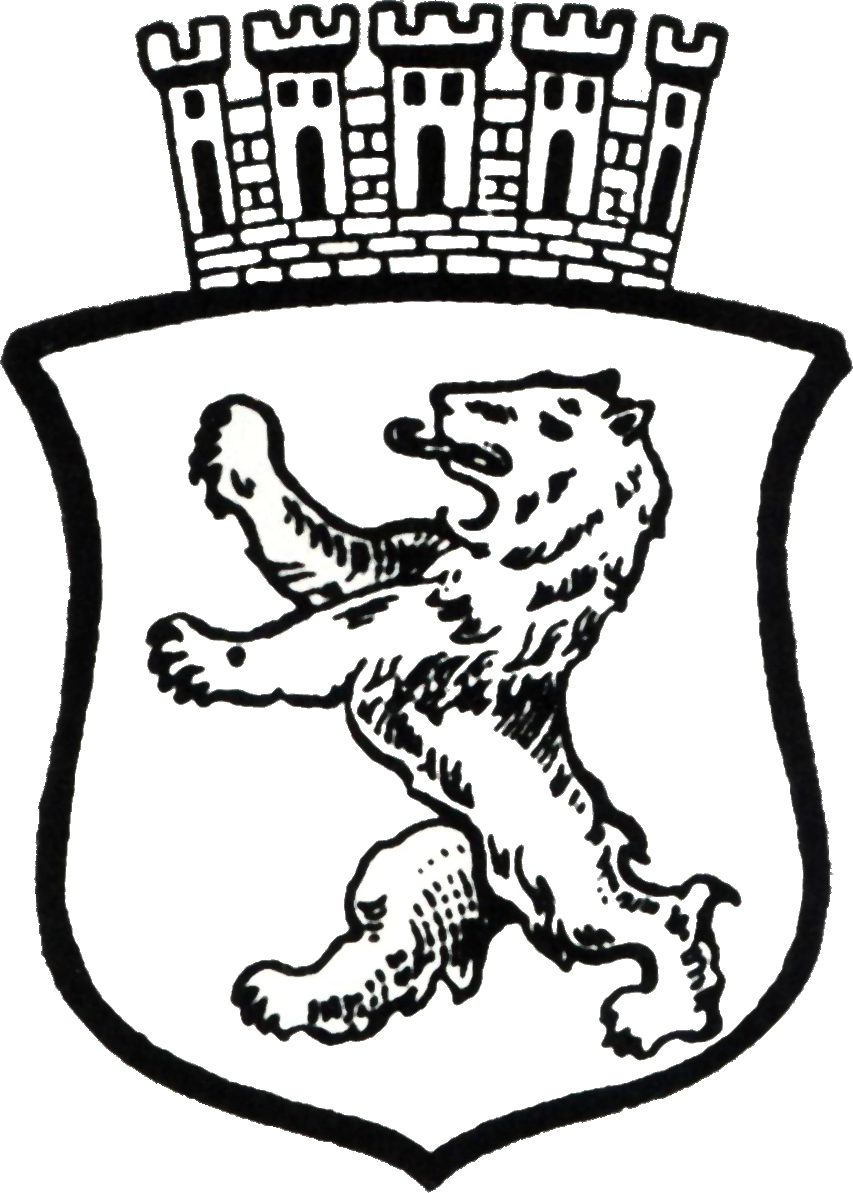
Малий герб 1883 року

Геральдист професор Адольф Маттіас Гільдебрандт створив кілька проєктів герба Берліна у 1883 році. Один з них використовувався як малий герб до 1920 року, а потім і як великий герб міста. На цьому чорно-білому гербі в білому щиті зображено білого ведмедя з білими кігтями, що крокує прямо. На щиті лежить біла п'ятивежева мурована корона. Гільдебрандт, який сам критикував численні зображення ведмедя, за цей герб сам зазнав критики. Один із критиків пізніше зауважив, що «ведмідь виглядає досить войовничо і геральдично, але, на жаль, більше схожий на роздратованого лева і рухається так, як ніколи не рухається майстер Петц».
Однак роки дискусій та дебатів не принесли результату. Зусилля зі створення нового герба зійшли нанівець, і остаточна художня форма ведмедя більше не розглядалася. Берлін був єдиним великим німецьким містом, якому довелося задовольнятися гербом, для якого не існувало офіційного зразка. Оскільки використання гербових зображень не було пов'язане з юридичними наслідками, тобто дозволялося відхилятися від встановленої форми печатки, фігура ведмедя була спроектована дуже вільно.
Берлінці вважали, що знають свого ведмедя, бо бачили його щодня на вулицях, фонтанах, будинках, на податкових квитанціях, календарях чи газетах; очікувалося, що скульптори, малювальники чи літографи матимуть правильне уявлення про геральдичну тварину Берліна. Однак кількість невідповідних моделей була, як із сумом зазначав Ганс Брендіке, редактор Mitteilungen des Vereins für die Geschichtes Berlins, у 1896 році, «справжнім легіоном». Брендіке зауважив, що окремі підлеглі органи влади мали власного ведмедя, і що на купонних аркушах берлінської міської облігації можна було розпізнати трьох різних ведмедів. Багато хто з видавців відчув би неабиякий біль, якби його попросили негайно вказати, де можна знайти берлінських ведмедів у правильній версії. Член Асоціації історії Берліна зібрав 273 зображення ведмедя за допомогою друзів і знайомих, чиновників і представників влади, які «показують нам весь масштаб чотириногих ссавців, але в той же час змушують відчути очевидний брак загальноприйнятої концепції міського герба».

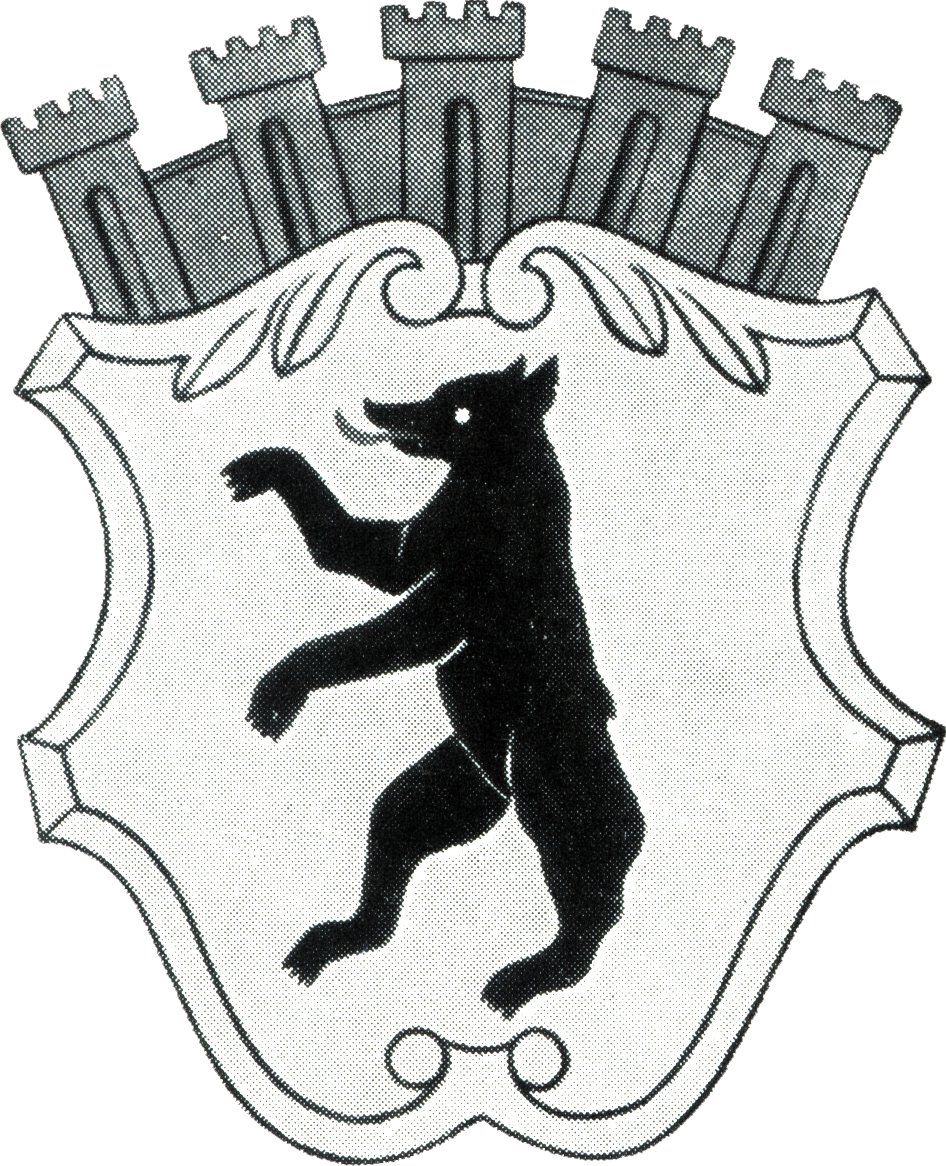
Герб 1900 року

На початку ХХ століття з'явився ще один герб. Це ведмежий щит з мурованою короною з герба 1839 р. На срібному щиті, виконаному у бароковій формі, зображено червоноязикого вертикально стоячого чорного берлінського ведмедя, який у цьому гербі описаний як виснажений і радше нагадує лисицю чи собаку. Щит покриває п'ятиярусна мурована корона.
Безліч різних і часом дуже поганих зображень ведмедя призвели до того, що Гільдебрандт у 1915 році в «Schriften des Vereins für die Geschichte Berlins — Band 50» різко розкритикував більшість берлінських малювальників, звинувативши їх у тому, що вони «протягом століть грішили проти нашого друга Брауна». Він рішуче засудив тих виробників гербів, які фарбували ведмедя в червоний колір або поміщали його в жовте поле. «Наш старий Петц» був і завжди має бути «добрим прусським чорно-білим». Гільдебрандт вважав неправильним розміщувати ведмедя в щиті на пагорбі чи галявині. Ведмідь мав вільно стояти в щиті і максимально заповнювати його. Маківка стіни з п'ятьма вежами повинна міцно спиратися на щит, а не сидіти на голові ведмедя і навіть не нависати над ним. Гільдебрандт стверджував: «Геральдичний ведмідь повинен стояти прямо на задніх лапах, у сміливій, атакуючій позі; старий геральдичний вираз — „посланий на смерть“ — передні лапи підняті з витягнутими кігтями, паща широко розкрита з могутніми зубами, довгий висунутий язик. Малюнок повинен бути не натуралістичним, а стилізованим, але так, щоб характерні обриси ведмедя не погіршувалися, а навпаки, посилювалися. Наприклад, слід зазначити, що ведмідь … є „єдиноходієм“ і повинен бути охарактеризований як такий і в гербі».

Не існувало також офіційної специфікації печаток. Кожен орган влади використовував різного ведмедя, іноді зі щитом, іноді без щита, який варіювався за формою, іноді з мурованою короною, а іноді без неї. У місті використовувалася печатка з гербом ведмедя з мурованою короною з герба 1839 року, який також часто використовувався як герб з початку ХХ століття. Напис між двома рівними лініями: SIEGEL DER REICHSHAUPTSTADT BERLIN. Асоціація Великого Берліна, утворена в 1912 році, також використовувала печатку з берлінським ведмедем. У нижній частині печатки асоціації зображено берлінського ведмедя, який стоїть прямо в напівкруглому щиті. Напис, що обмежує нижню половину печатки, читається як VERBAND GROSSBERLIN. Верхню половину печатки повністю заповнює бранденбурзький орел. Крила орла вкриті стеблом конюшини, а груди — трикутним щитом з лілейним скіпетром. На голові орла — капелюх курфюрста.

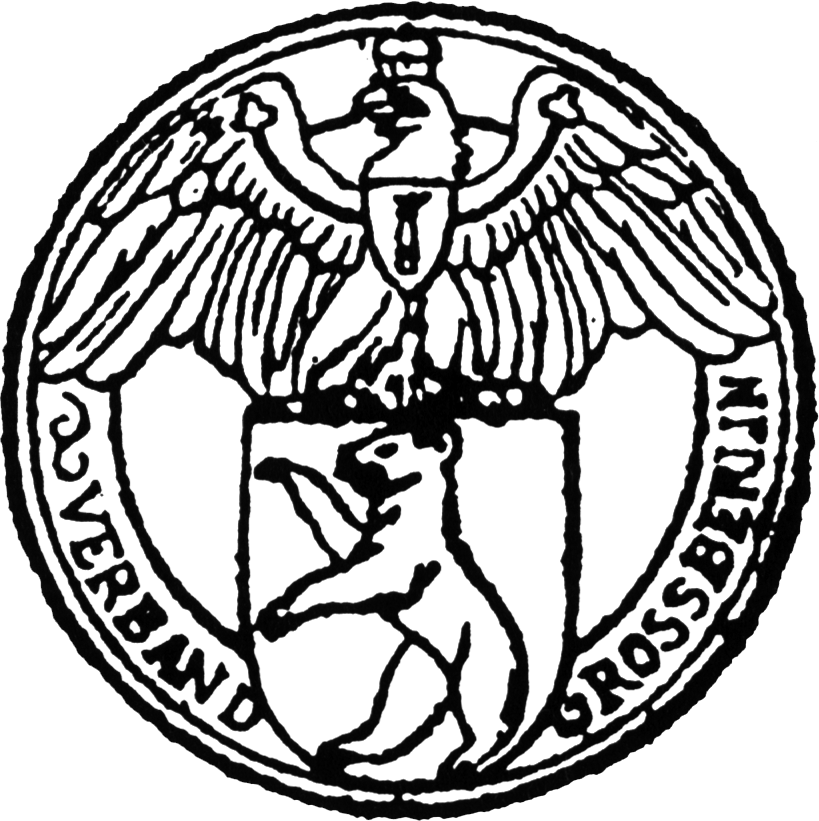
Печатка Товариства Великого Берліна 1912-1920 рр.
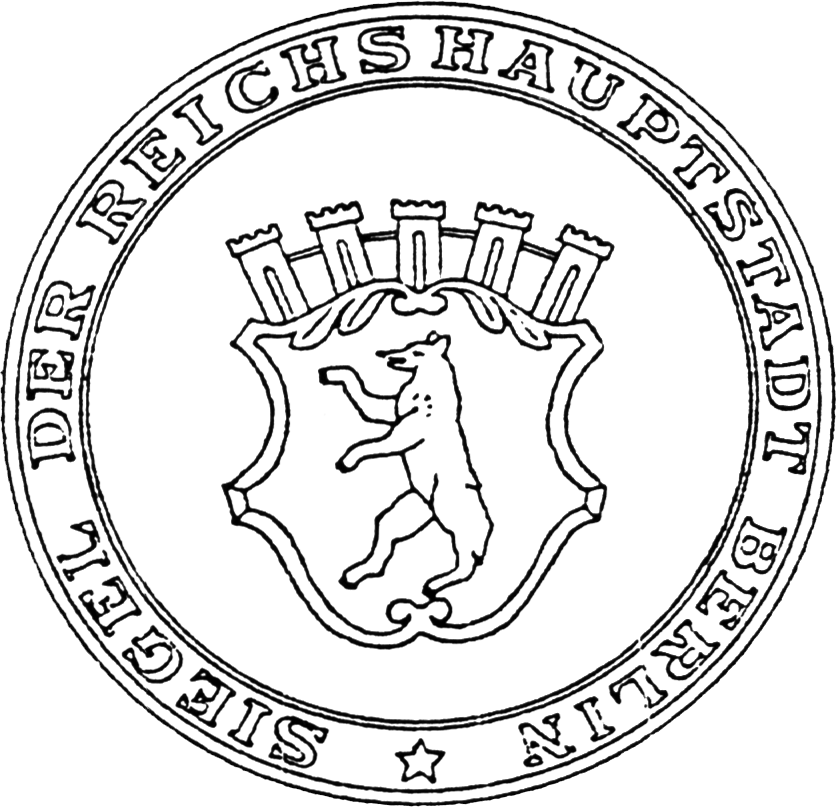
Печатка імперської столиці Берліна 1920 року

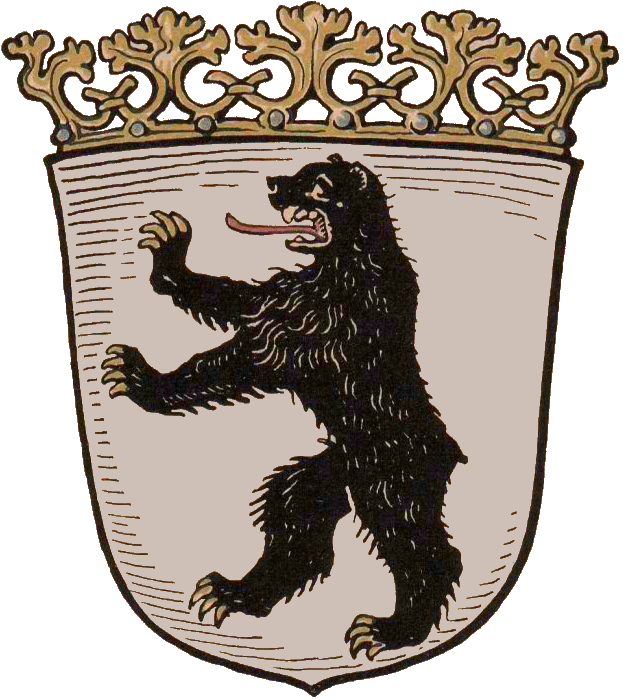
Герб 1926 року

Після Листопадової революції 1918 року та пов'язаного з нею зречення монархії в Німеччині династичні емблеми, чорні прусські та червоні бранденбурзькі орли з відповідними символами, стали зайвими. Ведмідь став єдиним гербом у щиті з настінною короною. Після утворення в 1920 році нового муніципалітету Великого Берліна, в якому за прусським законом були об'єднані вісім міст, 59 сільських громад і 27 маєткових округів, ведмідь став символом міста. Через завдання і величезні труднощі, пов'язані з формуванням Великого Берліна, муніципальні органи і влада не знаходили часу для офіційної опіки над ведмедем. Продовжували існувати численні варіації гербів і ведмедів. На деяких з них ведмідь і стінописна корона були ледве впізнавані як такі.

Герб з 1934 року, дійсний для Західного Берліна до 1954 року, для Східного Берліна до возз'єднання міста в 1990 році

Лише за часів нацизму до герба знову повернулася увага. Професор Зиґмунд фон Віх розробив новий герб у 1934 році за пропозицією Юліуса Ліпперта, «державного комісара в столиці Берліні», призначеного нацистами. На ньому зображено чорного ведмедя з червоним язиком у срібному щиті з подвійною червоною облямівкою та стилізованою п'ятибаштовою червоною мурованою короною. 23 травня 1934 року «Фелькішер Беобахтер» описав герб, на якому ведмідь «гордий і підтягнутий, могутній і випростаний… стоїть у білому щиті, зухвало захищений укріпленою короною муру». Указом від 12 червня 1935 року бургомістр Генріх Захм, який обіймав посаду разом з державним комісаром, розпорядився, щоб надалі використовувався лише новий герб і щоб проекти печаток державних установ надавалися виключно фірмою «Віч». Заміна старого герба на новий відбувалася дуже повільно. Офіційний бюлетень міста опублікував новий герб у своєму заголовку лише у № 41 від 13 жовтня 1935 р. Через такий нерішучий підхід лорд-мер Сахм у листі від 7 грудня 1935 р. знову наголосив, що слід використовувати лише новий герб.

### Розділене місто
Після Другої світової війни інновації та реформи були необхідні майже у всіх сферах. Ведмідь як символ міста мав бути збережений. Спочатку німецька влада мала намір зробити ведмедя 1934 року менш «оборонним» і «войовничим» для окупаційної влади шляхом відповідної «реновації». У першому проекті конституції магістрату, призначеного одноосібно радянським військовим урядом у травні 1945 року на початку січня 1946 року, стаття 1, абзац 2 говорить: «Берлін має герб, печатку і прапор із зображенням ведмедя. Деталі будуть визначені в постанові». Таке ж формулювання було прийнято в Тимчасовій конституції, виданій союзниками 13 серпня 1946 року, і в проекті Міської ради щодо демократичної конституції Берліна від 22 квітня 1948 року, стаття 5 говорить: «Берлін має прапор, герб і печатку з ведмедем, прапор з білим і червоним кольорами».
21 січня 1948 року після тривалої підготовки магістрат подав закон про герб і прапор Берліна. На засіданні міської ради з нагоди 100-річчя У річницю Революції 1848 року 18 березня 1948 року Карл Марон (СЄПН) звітував про обговорення закону в конституційному комітеті, відповідальному за нього. Хоча ведмежої війни щодо нової форми ведмедя, якої вимагали всі, не було, існували далекосяжні розбіжності щодо того, чи повинен ведмідь бути тоншим або товстішим, чи повинен він показувати язик, чи ні тощо. Тому було вирішено провести конкурс, в якому всі «талановиті художники-ведмежатники» мали можливість до 1 липня подати своє бачення форми ведмедя. Рішення щодо цього конкурсу вже не можна було приймати, оскільки на початку літа 1948 року місто вже почало розколюватися. Подані проєкти охоплювали широкий спектр. Ведмідь тепер вважався настільки «ручним», що на деяких ескізах він був зображений без кігтів і язика. Один з учасників представив голуба миру як геральдичну тварину, що сидить на скелі з оливковою гілкою в дзьобі.
Після розколу міста в Східному Берліні більше не намагалися змінити дизайн герба. Хоча всі німецькі землі регулювали використання гербів у своїх відповідних конституціях, у Східному Берліні таких положень бракувало через відсутність конституції. Відповідні норми НДР діяли з 1953 року. Там міські герби не були офіційними, дійсними і юридично обов'язковими національними емблемами і не з'являлися на печатках міст. Герб професора фон Віха з 1934 року продовжував використовуватися. Печатки, які мали використовуватися, визначалися положенням про печатки та наступними положеннями про застосування положення про печатки НДР. На офіційних печатках був зображений державний герб НДР. У верхній половині напису містилися слова «Німецька Демократична Республіка», а в нижній — назва органу державної влади, що має печатку. Під гербом проставлявся реєстраційний номер офіційної печатки.

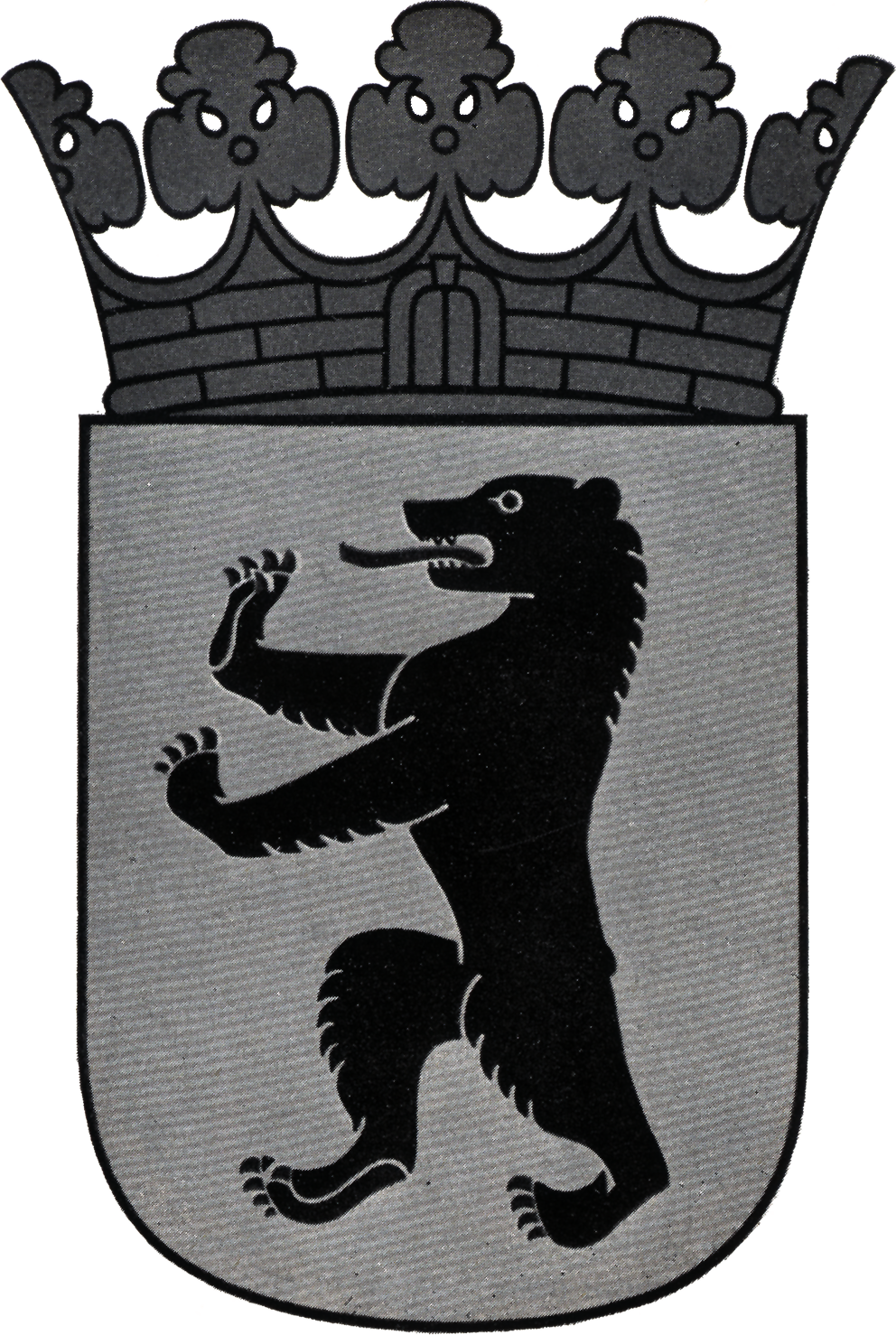
Ескіз герба Річарда Бленка, 1952 рік

У Західному Берліні конституція, що набула чинності 1 жовтня 1950 року, як і проект 1948 року, передбачала в статті 5: «Берлін має прапор, герб і печатку із зображенням ведмедя, прапор має білий і червоний кольори». Нагальна потреба у створенні нового герба полягала не лише в тому, щоб відрізнити Берлін від Східного Берліна, але й у тому, щоб відобразити положення статті 1 (1) Конституції: «Берлін є німецькою землею і водночас містом». Навесні 1951 року безпартійний сенатор внутрішніх справ Вернер Мюллер висловив думку, що в майбутньому Берлін повинен мати два герби. Окрім нового державного герба, який мав бути створений, слід також використовувати старий міський герб, «зважаючи на міський характер наймолодшої держави». Однак сенат ухвалив рішення лише про один герб. У лютому 1952 року дванадцять відомих берлінських художників і геральдистів були запрошені взяти участь в обмеженому конкурсі на отримання відповідних проектів для герба. Крім правлячого мера Ернста Ройтера як голови, до складу змішаної комісії входили три сенатори, кілька представників і видатні митці, такі як Рене Синтеніс, Річард Шайбе та Макс Таут. У червні 1952 р. комісія постановила 1-го Приз у розмірі 1500 німецьких марок отримав професор Річард Бланк, друге місце отримав Оттфрід Нойбекер і третє. Премія присуджена Людвігу Петру Ковальському.
Річард Бланк, професор графіки в Університеті образотворчих мистецтв, прагнув відійти від старих барокових геральдичних форм і створити новий герб із сучасним, об'єктивним і репрезентативним виглядом, без вишивок, прикрас і прикрас. Одна газета написала, що його «Ursus Berolinensis» «займає особливо випрямлену, горду та майже оборонну позу». На гербі зображено прямого чорного ведмедя з червоною бронею і рудим язиком на срібному щиті. На щиті лежить золота п'ятипелюсткова корона з листя. Корона з листя, також відома як народна корона, прикрашала щити всіх трьох удостоєних нагород дизайнів. Вона натуралізувалася в країнах з республіканськими конституціями.
Всупереч загальним очікуванням громадськості, голосування Комісії було далеким від остаточного рішення. Лише через рік і кілька невеликих змін Сенат проголосував за проект Річарда Бленка та направив відповідну резолюцію до Палати представників. Відповідальний комітет з питань внутрішніх справ не зміг дійти одностайної згоди. Одні депутати говорили, що ведмідь виглядав настільки голодним, що мав би їсти золоте листя. Інші депутати порівняли його з мокрим собакою, якого щойно витягли з води. Після доповіді комітету на пленарних дебатах 5 листопада 1953 року переможена меншість категорично заявила, що ведмідь не був на їхньому рахунку як герб. Зауваження про те, що комісія не повинна була вирішувати питання про стан їжі ведмедя, більш-менш натуралістичне зображення чи стару суперечку про літнє чи зимове хутро, але про те, чи повинен відбір ескізів ґрунтуватися на очевидно експертному судженні відомих художників, залишилося без уваги. Формулювання протоколу засідання один з критиків описав як «дещо ганебне свідчення інтелектуальної та мовної низини, в якій відбувалися ці парламентські дебати, що мали на меті дешевими жартами винести смертний вирок мистецьким досягненням». Через виявлені розбіжності законопроект знову повернули на доопрацювання до Комітету з питань внутрішніх справ. Президент парламенту Отто Зур зауважив, що якщо герб має виконувати своє символічне значення, його не слід нав'язувати вузькою більшістю, а скоріше має підтримувати симпатії та вдячність усіх.

Офіційний зразок герба Західного Берліна з 1954 року

6 травня 1954 року доповідач комітету внутрішніх справ був змушений визнати в парламенті, що комітет знову не досяг згоди. Нарешті, після двічі обговорення шаблону, Рада старійшин закликала вважати проект Отфріда Нойбеккера, який отримав другу нагороду на конкурсі, придатним для Берліна. 13 травня 1954 року палата представників прийняла закон про державні герби землі Берлін значною більшістю, а потім схвалила проект герба Нойбеккера лише кількома голосами проти. Після багатьох років дискусій Західний Берлін нарешті отримав новий герб. Ілюстрації нового герба та нових прапорів були включені як зразки до закону. До цього моменту Західний Берлін використовував герб 1934 року.
На новому гербі Берліна зображений чорний ведмідь із червоним озброєнням і язиком, що йде прямо в срібному (білому) щиті. Золота п'ятипелюсткова корона з листя спирається на щит із кам'яною кладкою та закритою брамою посередині як обруч. Ведмідь — це берлінський ведмідь, який нарешті за законом став єдиною геральдичною твариною та символом міста Берліна. Корона з листя в поєднанні з кам'яною кладкою на головній пов'язці підкреслює міський характер Берліна.

Дизайн і використання державної печатки мали бути визначені окремим розпорядженням на підставі § 5 (1) Закону про державні герби землі Берлін. Це положення набуло чинності 12 листопада 1954 року з прийняттям Постанови про державні печатки від 28 жовтня 1954 року. Було створено велику та малу печатки. На великій державній печатці зображено державний герб, оточений вінком з листя. Вона має діаметр 60 міліметрів і використовується виключно як рельєфна печатка. Мала державна печатка має діаметр 35 міліметрів, у верхній частині напису зображено державний герб і назву BERLIN. Вона використовується як рельєфна печатка, пломба або штамп для кольорового друку. Для певних цілей використовуються зменшені версії державної печатки, наприклад, для документів цивільного стану діаметром 20 міліметрів.

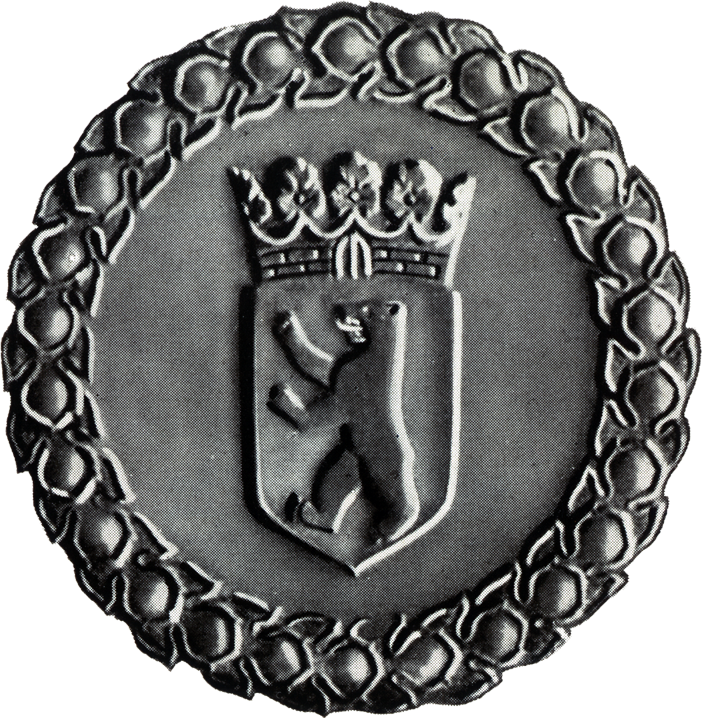
Велика державна печатка
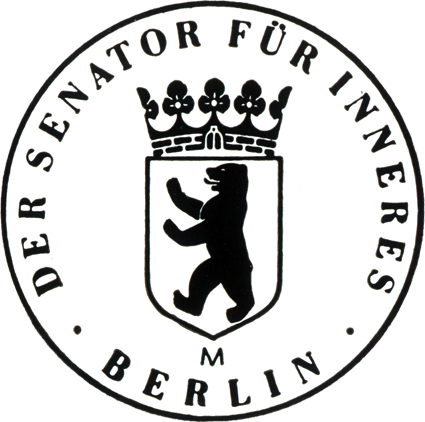
Мала державна печатка сенатора внутрішніх справ

### Возз'єднаний Берлін
Після політичних змін у НДР у 1989 році закони та конституції НДР були переглянуті та створені. Східний Берлін отримав власну конституцію 23 липня 1990 року. Ця конституція, як і конституція Західного Берліна, була створена на основі конституції, прийнятої 22 квітня 1948 року. У статті 5 нової конституції також зазначено: «Берлін має прапор, герб і печатку з ведмедем, прапор білого та червоного кольорів». З самого початку конституція Східного Берліна була призначена лише для перехідного періоду до возз'єднання Німеччини, а отже, і до возз'єднання Берліна. Стаття 88, параграф 4 говорить: «Ця конституція втрачає силу в день установчої сесії новообраного загальноберлінського парламенту, на якому також встановлюється чинність загальноберлінської конституції для цієї частини міста». Після возз'єднання Німеччини 3 жовтня 1990 року 2 грудня 1990 року відбулися перші загальноберлінські вибори з 1946 року. 11 січня 1991 року Палата представників Берліна вирішила поширити дію Конституції Західного Берліна від 1 вересня 1950 року на всю територію Берліна. Це означало, що для всього Берліна був прийнятий герб 1954 року. Це герб і державна емблема федеральної землі та міста Берлін, яка діє й сьогодні.

## Символ держави
Щоб приватні особи, компанії та неурядові організації могли задокументувати свій зв'язок з Берліном за допомогою символу, Департамент внутрішніх справ і спорту Сенату надає державний символ, який може використовуватися будь-ким, за винятком печаток, штампів та вивісок. Ця емблема являє собою щит державного герба без листяної корони в кольоровому або чорно-білому виконанні.
Державні символи Берліна

Чорно-біла
Кольорова
Срібна

## Герби районів
Відповідно до закону про державні герби землі Берлін від 22 жовтня 2007 р., § 1 (2), равони мають земельний герб. Сенат Берліна може нагородити і нагородив окремі райони районними гербами, які можна показати, щоб символізувати райони. До використання районного герба застосовуються ті ж правила, що й до державного. Офіційно райони колишнього Західного Берліна мають власний герб лише з 1954 року, а райони колишнього Східного Берліна — з 1990 року. Раніше як герби районів неофіційно використовувалися герби однойменних міст і сільських громад. Закон про державні герби землі Берлін від 13 травня 1954 року суворо обмежував використання окружного герба округами, наприклад, районний герб міг використовуватися тільки разом з державним гербом. Обмежувальну постанову щодо районних гербів визнали застарілою ще у 2007 році. На засіданні Сенату 10 липня 2007 року сенатор з питань внутрішніх справ і спорту Ергарт Кертінг представив новий проєкт закону про державні герби землі Берлін. Закон про державні герби землі Берлін від 22 жовтня 2007 року набув чинності 3 листопада 2007 року. З новою редакцією закону також скасовано службовий прапор.

Мурована корона герба Берлінського району

Сполучним елементом усіх гербів районів Берліна з містом Берлін, а також між собою є трибаштова стінна корона, що спирається на щит, середня вежа якого вкрита гербом Берліна. Вона була запроваджена у 1950-х роках і до 1992 року прикрашала герби лише районів Західного Берліна. Після возз'єднання Німеччини, а разом з ним і Берліна, стінна корона також була розміщена на гербах районів колишньої східної частини міста. Настінні корони на окружних гербах Західного Берліна вже демонстрували відмінності в різних представленнях, а настінні корони на нових окружних гербах колишніх округів Східного Берліна також не були оформлені однаково. З об'єднанням районів 1 січня 2001 року для новостворених районів необхідно було створити герби районів. Берлінський державний архів дав районам поради щодо дизайну. Настінна корона була визначена Сенатом і таким чином однаково прикрашає всі герби округів.
Герби міст, громад і садибних округів, включених у Великий Берлін у 1920 році, втратили свою чинність після інкорпорації та зникли з офіційного вжитку. Деякі з них були прийняті як районні герби або включені в їх дизайн. У виниклих округах історичні герби все ще використовуються місцевими організаціями або під час історичних подій, щоб символізувати приналежність. Деяким районам, які ще не мали герба, їхній район надав герб, як-от район Фронау в 1987 році. Детальніше про окремі герби районів і районів можна дізнатися зі статей про відповідні районні герби.
Як і земельний символ, геральдичні щити герба району можуть використовуватися як символи району без настінної корони для символізації приналежності до відповідного району.

Ліхтенберг
Марцан-Геллерсдорф
Мітте
Нойкельн
Панков
Райнікендорф
Темпельгоф-Шенеберг
Трептов-Кепенік
Фрідріхсгайн-Кройцберг
Шарлоттенбург-Вільмерсдорф
Шпандау
Штегліц-Зелендорф

## Інші способи використання герба Берліна

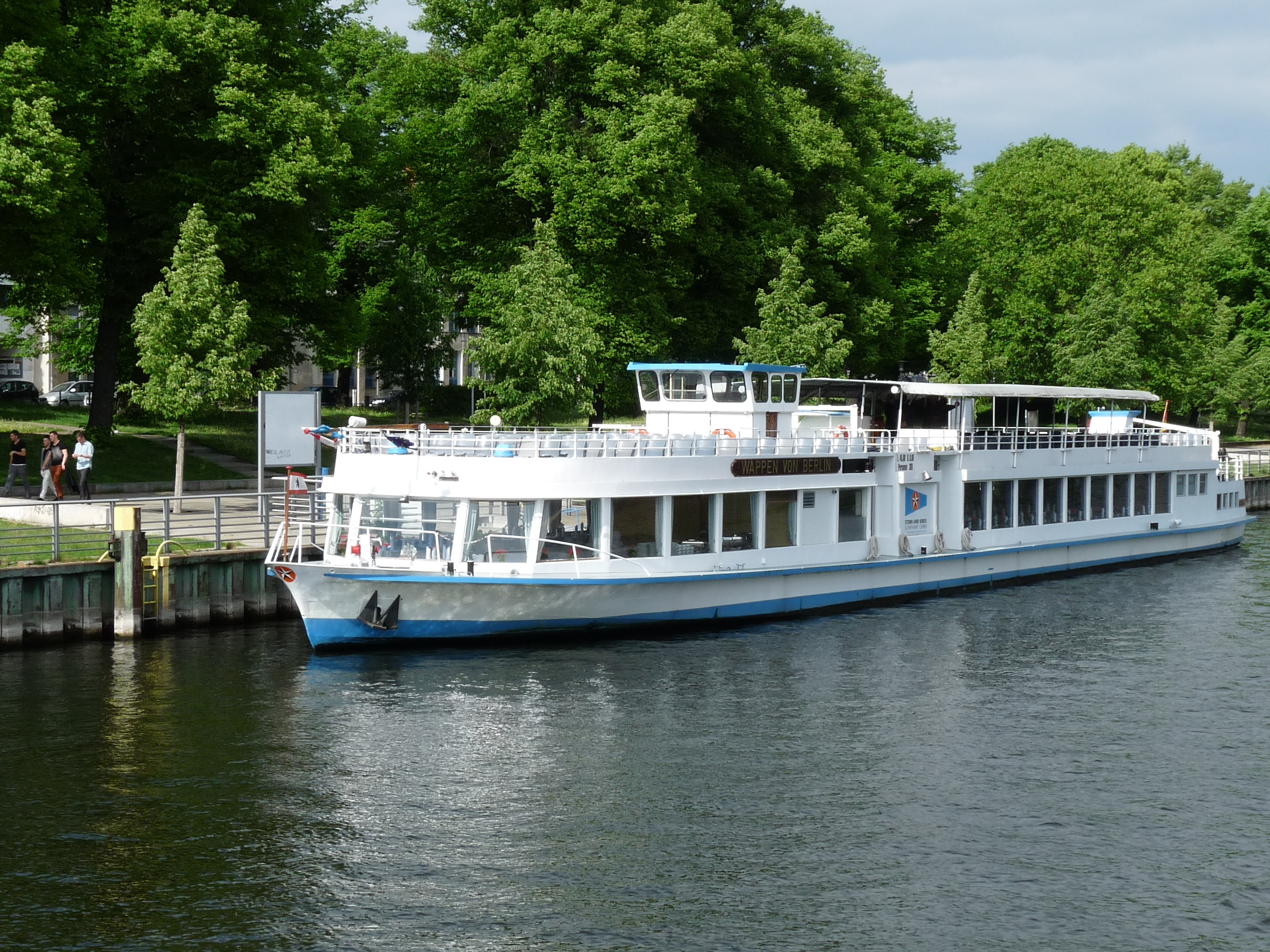

Berliner Stern und Kreisschiffahrt має в експлуатації моторне судно під назвою Wappen von Berlin.

## Див. також

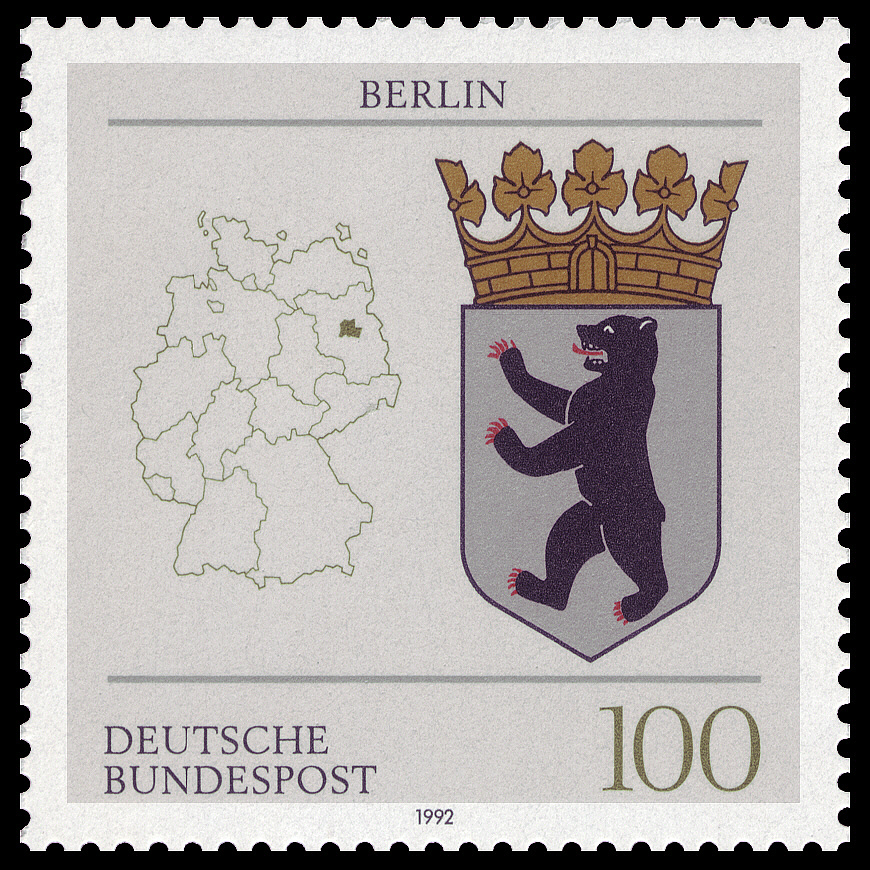
Поштова марка 1992 року із серії: Герби земель Федеративної Республіки Німеччина

## Веб-посилання
- Державний герб землі Берлін на вебсайтах землі. Процитовано 10 грудня 2015.